# 크로아티아 독립 전쟁
크로아티아 독립 전쟁은 1991년부터 1995년까지 유고슬라비아 사회주의 연방 공화국(SFRY)로부터 독립을 선언한 크로아티아 정부를 지지한 크로아티아인 세력과 세르비아인 다수의 유고슬라비아 인민군(JNA) 및 1992년 JNA의 철수 이후 이어진 세르비아계 세력 사이에 일어났던 전쟁이다. 크로아티아 내에서는 보통 조국전쟁(크로아티아어: Domovinski rat) 또는 대세르비아 침공(크로아티아어: Velikosrpska agresija)이라 부른다. 세르비아에선 크로아티아 전쟁(세르비아어: Рат у Хрватској / Rat u Hrvatskoj) 또는 크라이나 전쟁(세르비아어: Рат у Крајини / Rat u Krajini)이라고 부른다.
크로아티아의 대다수는 크로아티아가 유고슬라비아로부터 독립해 주권국이 되기를 원했으나, 세르비아 공화국의 지원을 받은 크로아티아 내 세르비아인은 유고슬라비아 탈퇴에 반대해 세르비아가 주장한 영토가 세르비아와 같은 통일된 국가에 있기를 원했다. 대부분의 세르비아인들은 세르비아인이 다수 거주하거나 제1소수민족으로 살고 있는 크로아티아 및 보스니아 헤르체고비나의 영토를 포함한 지역의 유고슬라비아 연방 내 신세르비아국을 건국하길 원했으며 가능한 한 크로아티아 전역을 점령하려 했다. 1991년 6월 25일 크로아티아는 독립을 선포했으나 브리유니 협정에 따라 보류되었고 1991년 10월 8일 유고슬라비아와의 모든 관계를 단절했다.
유고슬라비아 인민군(JNA)은 크로아티아 전역을 장악하여 크로아티아를 유고슬라비아 내에 남아있게 하도록 시도했다. 이 시도가 실패하자 세르비아군은 크로아티아 영토 내에서 세르비아 크라이나 공화국(RSK)의 독립을 선포했다. 1992년 1월 휴전 협정으로 크로아티아 공화국이 주권국으로 국제사회에 인정받으면서 전선이 확고하게 자리잡았고 유엔 보호군(UNPROFOR)이 배치되었으며 이후 3년간 전투가 간헐적으로 일어났다. 이 시기 크라이나 공화국은 크로아티아 영토의 1/4에 해당하는 13,913km2의 영토를 차지하고 있었다. 1995년, 크로아티아는 플래시 작전과 폭풍 작전이라는 2번의 대공세를 통해 전쟁을 끝낼 쐐기를 박았다. 남은 영토는 유엔 동슬라보니아 바라냐 서시르미움 과도행정기구(UNTAES)로 1998년까지 유엔 과도정부로 남아 있다가 크로아티아로 평화롭게 넘어갔다.
전쟁이 시작될 때 크로아티아가 선언한 독립, 국경 보존이라는 목표를 달성하며 독립전쟁은 크로아티아의 승리로 끝을 맺었다. 크로아티아 경제의 21-25%가량이 증발하였으며 인프라 파괴, 생산량 감소, 난민 관련 비용 등으로 경제적 비용이 370억 달러 이상 들었다. 전쟁으로 양측 모두 합쳐 총 2만 명이 사망하거나 집을 잃어 난민이 되었다. 세르비아 정부와 크로아티아 정부는 점진적으로 서로 협력하기 시작했지만 ICTY의 재판이나 양국이 제기한 국제형사재판소 재판 등의 평결 문제로 여전히 긴장 관계가 남아 있다.
2007년, 구유고슬라비아 국제형사재판소는 크로아티아 내 세르비아계 지도자인 밀란 마르티치에 대해 슬로보단 밀로셰비치 등 다른 사람들과 "통일된 세르비아 국가"를 만들기 위해 공모한 죄로 유죄 판결을 받았다. 2008년에서 2012년 사이엔 폭풍 작전 기간 일어난 전쟁 범죄에 가담한 혐의로 크로아티아 장군인 안테 고토비나, 믈라덴 마르카치, 이반 체르마크를 기소했다. 체르마크는 무혐의 처분을 받았으며, 고토비나와 마르카치는 ICTY 항소심에서 뒤집혔다. 2015년엔 국제사법재판소가 세르비아 및 크로아티아가 서로 대량학살을 했다는 것에 대한 상호청구심을 기각했다. 국제사법재판소는 양국에서 민간인에 대한 전쟁범죄가 일어난 것은 맞으나, 이는 특정 집단을 학살할 의도가 보인다고 하기엔 어렵다고 판결했다.

## 배경

### 유고슬라비아의 정치적 변화
1970년대 이후, 유고슬라비아 공산주의 정권은 크로아티아와 슬로베니아에게 더 많은 자치권을 주는 지방분권화된 연방을 지지하는 슬로베니아, 크로아티아의 자유주의 민주정 민족주의자 세력과, 유고 내에서 가장 큰 민족세력인 세르비아인에게 유고슬라비아 전역의 세르비아 이권을 보장하는 중앙집중형 연방을 지지하는 세르비아의 보수주의적 중앙집중제 민족주의자 세력이 서로 충돌하고 있었다. 1967년부터 1972년까지 크로아티아에서, 1968년과 1981년 코소보에서 일어난 일련의 시위 등으로 인해 유고슬라비아 내에 부는 민족주의 사상과 행동이 유고를 불안정하게 만드는 민족 갈등을 야기했다. 국가 내 민족주의자에 대한 강력한 억압은 민족주의를 공산주의의 가장 강력한 대안이라 인식하게 만들었으며 지하 운동이 강해졌다.
유고슬라비아 내 위기는 1989년 동유럽의 공산주의 국가들이 냉전이 끝나가며 점차 무너지고 그 상징이었던 베를린 장벽이 붕괴되면서 악화되었다. 유고슬라비아 내에서 유고슬라비아 공산주의자 동맹라고 부르는 전국가적 공산당은 이데올로기적 힘을 잃었다. 슬로베니아와 크로아티아는 중앙집중화가 해체되는 방향으로 가기를 원하고 있었다. 반면 슬로보단 밀로셰비치가 이끄는 세르비아는 중앙집중화와 1당 통치 체제에 순응하여 1989년 3월 코소보 및 보이보디나 자치주의 유고슬라비아의 대통령직에 투표할 수 있는 자치권을 없애버렸다. 민족주의 사상은 밀로셰비치가 1989년 "일련의 언쟁들"로, 모든 권력이 베오그라드로 중앙집중되어 통일된 유고슬라비아 연방을 지속해 나가도록 지지할 것이라는 가지메스탄 연설을 하면서 유고슬라비아의 지배당인 공산주의 연맹 내에서도 퍼져나가기 시작했다.
1989년 가을이 되면 세르비아 정부는 크로아티아 정부에게 세르비아 민족주의 시위를 허용하도록 압력을 가했으며, 세르비아 내 언론과 여러 지식인들은 크로아티아 지도층을 우스타샤라 언급하기 시작하며 제2차 세계 대전 시기 우스타샤에 대한 범죄를 집중적으로 파해치기 시작했다. 이 수사법은 세르비아 정치 지도층이 적극적으로 지지하였으며, 크로아티아 지도부의 반발은 "맹목적인 민족주의의 발로"라고 비난했다.
1991년엔 세르비아, 몬테네그로, 보이도디나, 코소보에서 일련의 반관료제적 혁명을 일으켜 대통령직 투표권 8장 중 4장을 얻어내며 기타 공화국의 반대 운동과 연방 개혁의 촉구를 막으며 세르비아의 의도대로만 연방 정부를 뒤흔들어 연방 정부 기관을 비효율적으로 만들었다. 1989년엔 여러 정당을 설립할 수 있는 다당제를 허용하면서 이후 크로아티아의 초대 대통령이 될 프라뇨 투지만이 이끄는 크로아티아 민주연합을 포함한 여러 정당이 창당된다.
1990년 1월, 유고슬라비아 공산주의 동맹은 슬로베니아 및 크로아티아 파벌이 제14회 임시 총회에서 연방을 더 지방분권적으로 만들 것을 요구하며 민족 단위로 갈라지기 시작했다. 이 총회에선 세르비아 대표단이 크로아티아와 슬로베니아 대표단에게 "코소보에서 분리주의를 조장하고 테러와 학살을 하러 한다"고 비난했다. 슬로베니아와 크로아티아 대표단은 세르비아인을 포함한 세르비아 대표단이 제안한 모든 수정안을 거부한 데 이어 결국에는 항의의 성격으로 대표단이 퇴장하였다.
또한 1990년 1월에는 유고슬라비아 헌법재판소에서 연방 탈퇴 문제에 관한 여러 법률심판 소송이 시작되었다. 첫 소송은 슬로베니아가 주권에 따라 일방적인 연방 탈퇴를 주장하자 일어난 슬로베니아 수정헌법안 사건이었다. 헌법재판소는 유고슬라비아 연방 내 모든 공화국 및 자치주 사이 만장일치 합의가 있을 때에만 연방 탈퇴가 허용된다는 결론을 내렸다. 헌법재판소는 1974년 연방헌법의 헌법기본법 제1절에서 탈퇴를 포함한 모든 자결권은 "유고슬라비아 인민 및 모든 사회주의 공화국이 가지고 있는 것"이라고 말했다. 1991년 5월 일어난 코소보 분리독립 문제에서는 "유고슬라비아인만이 탈퇴할 권리를 가지고 있으며", 알바니아인은 유고슬라비아인이라 할 수 없으며 유고슬라비아 내의 소수민족 중 하나라고 판결했다.

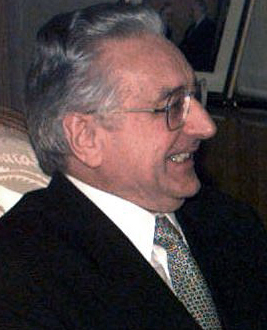
크로아티아의 대통령 프라뇨 투지만은 크로아티아가 유고슬라비아에서 독립해야 한다고 주장했다.

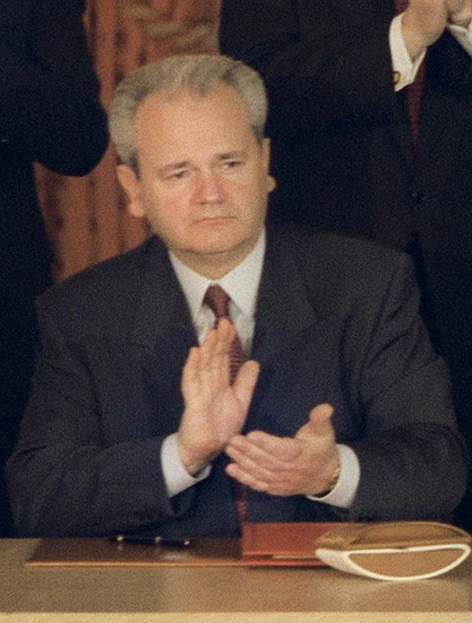
세르비아의 대통령 슬로보단 밀로셰비치는 크로아티아 내 세르비아계의 영토는 세르비아의 단일국가로 편입해야 한다고 주장했다.

1990년 2월, 요반 라시코비치는 크닌에서 크로아티아 지역분단 문제에서 세르비아계 민족의 입장을 지지하며 세르비아 민주당(SDS)을 창설했는데, 밀란 바비치나 밀란 마르티치와 같은 세르비아 크라이나 공화국 정부 인물을 포함한 당 수립인원은 나중에 베오그라드에서 지시한 "크로아티아 다수민족이 크로아티아 내 세르비아인을 위협하고 집단살해를 하러 한다"는 선전활동을 지시받았다고 증언했다. 1990년 3월 4일, 페트로바고라에서 세르비아인 5만명이 모여 시위를 열어 투지만 대통령을 비난하고 "이것이 세르비아다"라고 소리치며, 밀로셰비치를 지지하였다.
슬로베니아와 크로아티아에서 열릴 첫 자유 선거는 당시 수 개월 후로 예정되어 있었다. 크로아티아의 첫 총선거는 4월 22일, 2차 선거는 5월 6일로 예정되었다. 크로아티아 민주연합은 크로아티아에 더 큰 주권(최종적으로는 독립)을 가져야 한다고 주장하며, "오직 민주연합만 대세르비아로 향하는 밀로셰비치의 야옥을 막을 수 있다"고 선전하여 크로아티아인의 정서를 자극했다. 선거 결과 1위가 크로아티아 민주연합, 2위가 개혁 공산주의자인 이비차 라찬이 이끄는 크로아티아 사회민주당이 되면서 새 크로아티아 정부에 크로아티아 민주연합이 되었다.
긴장된 분위기 속 1990년 5월 13일 자그레브의 스타디온 막시미르에서 디나모 자그레브와 츠르베나 즈베즈다와의 경기 중 대규모 소요 사태가 발생하면서 양 민족 간 긴장이 폭력사태로 폭발하였다. 경기는 크로아티아인과 세르비아인, 경찰들과의 몸싸움으로 엉망이 되었다.
1990년 5월 30일 새로 수립된 크로아티아 의회 첫 회기가 열렸다. 투지만 대통령은 (연말에 비준될) 신헌법 및 소수인권(주로 세르비아계)를 어느 정도 보장하는 수많은 정치, 사회, 경제적 변화에 관한 선언문을 발표했다. 세르비아계 정치인들은 신헌법에 대해 반대하였다. 1991년 크로아티아 내에서는 크로아티아인이 78.1%, 세르비아인이 12.2%를 차지했으나 세르비아인 같은 경우에는 거의 대부분이 공무원이었다. 경찰을 포함한 크로아티아 내 공무원 중 세르비아인은 17.7%를 차지했다. 이보다 훨씬 많은 세르비아인 사람들이 이전부터 크로아티아 내에서 주도권을 잡고 있었고 이는 세르비아가 공산정권의 수호인이라는 인식을 심어버렸다. 이는 실제 SR 크로아티아가 크로아티아인이 지배하고 있었으며 그 지배력을 잃지 않았다는 사실과는 다르게 크로아티아인 사이에 자신이 피지배 민족인 것으로 느껴지게 되는 역할을 하였다. 민주연합이 정권을 장악한 후 공무원으로 채용된 많은 세르비아인, 특히 경찰은 대량으로 해고되고 이 자리를 거의 대부분 크로아티아인이 대체하였다. 투지만 대통령의 "그들은 내 아내(대통령 아내인 안키차 투지만)이 세르비아인이거나 유대인이라고 말한다. 나에게는 다행스럽게도 아내는 둘 어떤 것도 아니다"이라는 발언을 왜곡하여 밀로셰비치가 장악한 언론은 어떠한 형태의 독립된 크로아티아든 이것이 우스타샤 국가가 될 것이라는 공포를 조장하였다. 일례로 TV 베오그라드는 투지만 대통령이 독일의 헬무트 콜 총리(크로아티아와 슬로베니아의 독립을 세계 최초로 인정한 국가원수)와 악수하고 있는 사진에 대해서 둘이 "제4제국"을 계획하고 있다고 비난하였다.

### 시민 소요 및 자치 요구
1990년 4월과 5월 각각 슬로베니아 총선 및 크로아티아 총선이 끝난 직후, 유고 인민군은 티토 시기 수립되었던 "인민방위군"과 같은 각 공화국의 영토방위군(Teritorijalna obrana, TO)을 해체한 후 연방 중앙 방위 체계로 바꿀 것이라고 발표했다. 국방 문제에서 각 공화국의 자주권은 사라지고 각 영토방위군은 해체된 후 베오그라드의 유고 인민군 본부 산하로 다시 재편성할 예정이었으나, 새로 수립된 슬로베니아 정부는 다시 국방 자주권을 되찾고자 했다. 1990년 5월 14일, 크로아티아가 슬로베니아와 마찬가지로 자체 무장을 할 가능성을 막기 위해 유고 인민군은 크로아티아 대다수 지역의 영토방위군 무기를 압수했다. 연방 대통령직 세르비아 대표단이자 밀로셰비치 파였던 보리사프 요비치는 세르비아의 뒷배로 일어난 일이라고 말했다.
요비치는 1990년 6월 27일 유고슬라비아의 국방부 장관인 벨코 카디예비치와 만나 크로아티아와 슬로베니아와 관련하여 "국경을 그린 후 그들 스스로 자기의 결정을 통해 선언함으로써" 유고슬라비아에서 강제로 쫓아내자고 제안하는 데 동의하였다고 밝혔다. 다음날 요비치는 밀로셰비치한테도 이에 대해 허가를 받았다고 말했다. 하지만 세르비아와 크로아티아 혼혈이었으며 제2차 세계 대전 시기 유고슬라비아 파르티잔이었던 카디예비치는 유고슬라비아에 충성했지 대세르비아에 찬동하진 않았다. 카디예비치는 만약 슬로베니아가 유고슬라비아에서 나간다면 유고슬라비아는 붕괴될 것이라고 생각했으며 따라서 요비치와는 혹시 모를 국가 붕괴를 막기 위해 슬로베니아에 계엄령을 내리고 유고 인민군을 동원할 가능성에 대해 논의한 것이며 탈퇴를 막기 위해선 탈퇴한 공화국과 기꺼이 전쟁도 할 것이라고 말했다. 카디예비치는 유고슬라비아 내에 일어난 정치위기와 민족갈등은 해외 정부가 조장한 것이라고 생각했는데, 특히 독일이 발칸반도에 영향력을 행사하기 위해 일부로 유고슬라비아를 붕괴시키러 한다고 생각했다. 카디예비치는 크로아티아의 투지만 정부가 파시스트적이라고 주장했으며 세르비아인은 크로아티아의 "무장세력"으로부터 보호받을 권리가 있다고 생각했다.
투지만의 HDZ가 총선에서 승리한 이후 1990년 7월 25일 크닌 북쪽의 스르브에서 세르비아계 크로아티아인의 정치적 주장을 대표하는 '세르비아계 의회'를 수립하였다. 세르비아계 의회는 크로아티아 내 세르비아인의 주권과 자치권을 선언하였다.
1990년 8월, 보스니아 헤르체고비나 서부 국경에 접한 세르비아 크라이나 공화국 등 크로아티아 내 세르비아계 다수 지역에서 "세르비아계 크로아티아인에 대한 주권 및 자치" 문제에 대한 독단적인 단일민족 주민투표가 열렸다. 이는 개헌 시도에 대한 전면적인 대항 시도였다. 크로아티아 정부는 세르비아계 다수 지역의 무기를 빼내기 위해 각 경찰서에 경찰관들을 파견했다. 이 과정에서 크닌을 중심으로 하는 크로아티아 남부 배후지방의 세르비아계 다수지역이 달타미아 관광지로 가는 주요 도로를 봉쇄하였다. 이 봉쇄 사건들을 로그 혁명이라고 한다. 수 년 후 열린 마르티치 재판에서 바비치는 마르티치가 로그 혁명을 일으키도록 꼬셔서 속였으며, 크로아티아 내의 전체적인 전쟁의 책임은 마르티치에게 있으며 이 모든 과정은 베오그라드가 주도했다고 주장했다. 이 주장은 1991년 마르티치가 한 인터뷰를 통해 입증되었다. 바비치는 1991년 7월이 되면 마르티치가 유고슬라비아 인민군을 완전히 장악했다는 것을 알았다. 크로아티아 정부는 도로 봉쇄에 헬리콥터가 딸린 특수경찰부대를 보내 대응했으나 유고슬라비아 공군 전투기의 개입으로 이들은 자그레브로 되돌아갔다. 세르비아계는 소나무를 쓰러뜨리거나 불도저를 동원해 아드리아해 연안의 크닌이나 벤코바츠 같은 도시로 향하는 도로를 봉쇄했다. 1990년 8월 18일, 세르비아 신문 베체르녜 노보스티는 "2백만의 세르비아인이 크로아티아로 가서 싸울 준비가 되어 있다"는 헤드라인을 싣었다.
1990년 12월 21일, 크로아티아 서남부의 달마티아 및 리카 주를 중심으로 하는 세르비아계 다수 지역이 SAO 크라이나라는 이름으로 독립을 선포했다. SAO 크라이나 법령 제1조는 SAO 크라이나 스스로를 크로아티아 공화국 헌법, 법령, SAO 크라이나 법령이 적용되는 "크로아티아 공화국 내 자치령"으로 선포하였다.
1990년 12월 22일, 크로아티아 의회에 새 헌법이 비준되었다. 세르비아계는 이 개정된 헌법을 사회주의 헌법에서 부여되었던 권리를 빼앗은 것이라고 주장했다. 신 헌법에서는 크로아티아를 "크로아티아 국민과, 다른 국가의 국민과, 크로아티아 국민과 사회적 평등이 보장된 세르비아계 같은 소수민족이 이루는 크로아티아 국민국가"라고 정의했다.
투지만 대통령의 선거 승리와 신헌법 수립으로 위협을 받은 크닌스카 크라이나 지역 세르비아 민족주의자들은 크로아티아 정부에 대해 무장투쟁을 하기로 결의하였다. 세르비아계 지역에 있던 크로아티아 정부 재산은 지역 내 세르비아 자치세력이나 새로 수립된 "세르비아 국가의회"가 장악하기 시작했다. 이렇게 세를 불린 세르비아계 자치세력은 후에 세르비아 크라이나 공화국(RSK)가 되었다.
크로아티아의 국방부 장관인 마르틴 슈페겔이 1991년 1월 암시장을 통해 무기를 확보하기 위한 계획을 수립하고 있었다는 것이 밝혀지자 유고슬라비아 연방은 불법으로 무장한 크로아티아군 무장 해제 및 해체를 요구하는 최후통첩을 보냈다. 크로아티아는 이 최후통첩을 거부했으며, 유고슬라비아군은 6개월 후 최후통첩을 철회했다.
1991년 3월 12일, 육군 수뇌부는 유고슬라비아의 대통령을 만나 군부가 국가를 장악할 수 있도록 하는 비상사태를 선포해 달라고 설득하였다. 유고슬라비아 육군 사령관인 벨코 카디예비치는 아래와 같이 말하면서 국가를 파괴하려는 음모가 도사리고 있다고 말했다.
유고슬라비아를 파괴하기 위한 음험한 계획이 세워지고 있다. 1단계는 내전이다. 2단계는 해외의 개입이다. 그러면 유고슬라비아 전역에 괴뢰정권이 세워지게 될 것이다.— 벨코 카디예비치, 1991년 3월 12일.

1991년 3월 요비치는 카디예비치와 육군이 위기를 벗어나기 위한 방안 중 하나로 쿠데타를 일으키는 것을 모색했다가 4일 만에 마음을 바꿨다고 말했다. 카디예비치는 이에 대해 "요비치가 거짓말을 하고 있는 것이다"라고 답했다. 카디예비치는 1991년 3월 만남은 부크 드라슈코비치가 일으킨 베오그라드의 거대 시위가 일어난 지 이틀 후에 요비치 집무실에 만난 것이며 밀로셰비치가 카디예비치를 초청하여 온 것인데, 그 자리에서 밀로셰비치가 카디예비치한테 군사 쿠데타를 통해 군대가 나라 전역을 장악해 달라고 요청했다는 것이라고 말했다. 카디예비치는 밀로셰비치에게 단호하게 자기 혼자서 그러한 결정을 내릴 수 없으며, 군 수뇌부와 이 요청을 논의한 후 나중에 요비치 집무실에 최종 결정을 알리겠다고 답했다고 말했다. 이후 카디예비치는 논의 끝에 정부를 전복하겠다는 시도는 하지 않겠다고 결정했으며 이 결정을 서면으로 요비치 집무실에 통보했다고 하였다. 여기에 대하여 요비치는 그러한 서면 문서가 존재하지 않는다고 말했다.
안테 마르코비치는 대통령직 회의가 원하는데로 이우러지지 못하자 카디예비치의 육군은 마르코비치를 만나 분리주의를 행하는 공화국을 상대로 쿠데타를 일으키겠다고 제안했다고 말했다. 마르코비치는 회의 도중 카디예비치에게 "밀로셰비치를 체포하는데 실패"하였다고 말했다. 카디예비치는 "유고슬라비아를 위해 싸우는 사람은 그(밀로셰비치) 혼자이다. 그가 없었다면 우리는 이런 제안을 할 수도 없었을 것"이라고 말했다. 마르코비치는 군사 동원 계획을 거부하면서 이후 카디예비치와 마르코비치가 결렬하게 되었다.

## 양국의 군사

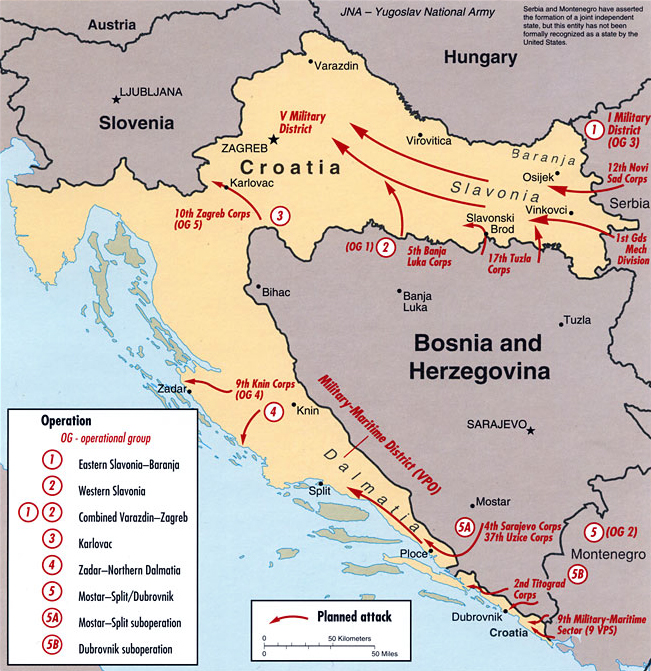
미국 중앙정보국(CIA)가 작성한 1991년 유고슬라비아 인민군(JNA)의 전략공세작전 지도.

### 세르비아계 및 유고슬라비아 인민군
유고슬라비아 인민군은 제2차 세계 대전 기간 추축국에 대항하여 게릴라전을 하기 위해 처음으로 결성된 군사 집단이었다. 유고슬라비아 파르티잔의 성공을 바탕으로 유고 인민군은 작전 전략의 기반을 게릴라전으로 잡았는데, 통상적인 전략으로는 NATO나 바르샤바 조약 기구와의 전쟁을 할 경우 유고슬라비아가 꽤나 밀리기 때문이다. 이 때문에 유고슬라비아 특유의 국토방위대 군사 교리가 자리잡혔다.
서류상 유고 인민군은 전차 2,000여대와 제트기 300기(대부분은 소련이나 국내 생산기)를 보유하고 있는 등 강력한 군대로 보였다. 하지만 1991년 기준 유고 인민군이 가지고 있는 장비 대다수는 T-54/55 전차와 MiG-21 항공기 등 30년이 넘은 오래된 장비들이었다. 그래도 유고 인민군은 M-84(소련의 T-72를 유고슬라비아에서 개량한 버전) 전차 300대와 AGM-65 메버릭 미사일로 무장한 소코 G-4 슈퍼 갤럽, 소코 J-22 오라오 등 다수의 공격기 비행대를 갖추고 있었다. 반면 값싼 대전차 미사일(AT-5)나 대공미사일(SA-14)는 많은 수를 가지고 있었고 더 비싼 무기들을 공격할 수 있는 가성비 좋은 무기로 이용하였다. 전쟁 전 유고 인민군은 장교 7만명을 포함해 총 169,000명이 복무하고 있었다. 슬로베니아 전쟁으로 수많은 병사들이 탈영하였고 이에 유고 인민군은 세르비아 예비군을 동원하여 부족한 병력을 메꿨다. 하지만 대략 10만 명되는 사람들이 징병을 회피하였고 신병들의 전투력은 매우 비효율적이었다. 결국 유고 인민군은 준군사 민병대 조직에 의존하였다. 이러면서 세르비아군 및 유고 인민군은 흰 독수리, 세르비아 방위군, 두샨 실니, 세르비아 의용방위군과 같은 준군사 민병대를 점점 더 많이 이용했고 크로아티아 및 세르비아계가 아닌 민간인들을 학살하였다. 또한 러시아 쪽에서 세르비아 크라이나 공화국을 지원하는 해외 전투병도 많았다. 1992년 유고 인민군의 퇴각과 함께 인민군 부대는 크라이나 세르비아군으로 재편성되었는데 유고 인민군을 사실상 직계로 이어받은 조직으로 바뀐 것 자체가 별로 없었다.
1991년 기준 유고 인민군 장교단은 세르비아인과 몬테네그로인의 비율이 압도적이였으며 유고슬라비아 연방 기관, 특히 군부는 대부분 세르비아인이 사실상 장악하였다. 유고슬라비아 내에서 세르브인이 36.3%를 차지했으나 유고 인민준 장교 중 57.1%가 세르브인이었다. 이와 비슷한 경향은 1981년 초부터 나오기 시작했다. 세르브인(세르비아인)과 몬테네그로인을 합치면 유고슬라비아 전체 인구에서 38.8%를 차지했으나 유고 인민군 장교와 부사관 중 70%가 세르비아인과 몬테네그로인이 차지했다. 이마저도 1991년, 유고 인민군은 "군 내에서 슬로베니아계와 크로아티아계를 완전히 제거해라"라는 명령을 받았다.

### 크로아티아군

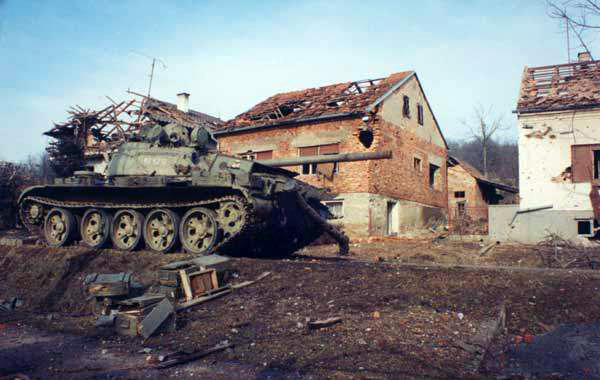
크로아티아 군사는 막사 전투를 통해 유고 인민군의 병영을 점령하면서 장비 부족 문제를 완화하였다.

크로아티아군의 상태는 세르비아계보다 훨씬 심각했다. 전쟁 초기에는 군부대 부족으로 크로아티아 경찰이 전투에 대신 나가 싸워 피해를 입기도 하였다. 1991년 4월 11일 크로아티아의 신 군부 조직인 크로아티아 국가방위군(크로아티아어: Zbor narodne garde)이 수립되었으며 이 조직은 1993년까지 점차적으로 크로아티아 육군(크로아티아어: Hrvatska vojska)로 발전하였다. 무기는 보급이 부족했고, 많은 부대가 비무장 상태였거나 구식인 제2차 세계 대전 시기 소총으로 무장하고 있었다. 크로아티아군은 제2차 세계 대전 시기 전차였던 T-34마저도 수 대만 보유하고 있었으며 공군의 상황은 매우 심각해 간이 폭탄을 투하할 수 있도록 개조된 안토노프 An-2 복엽기 농업용 비행기로 무장하였다.
1991년 8월 기준 크로아티아군은 20개 여단도 가지고 있지 않았다. 10월 일반 동원령이 내려진 후 1991년 연말까지 60개 여단, 37개 독립대대 수준으로 규모가 커졌다. 1991년에서 1992년 사이 크로아티아군은 영국인 139명, 프랑스인 69명, 독일인 55명 등 총 456명의 해외인 자원병을 받아들였다. 또한 9월에서 12월 사이 있었던 유고 인민군 막사 점령으로 크로아티아군의 장비 부족 문제가 상당 부분 완화되었다. 1995년에는 힘의 균형이 크게 바뀌었다. 크로아티아와 보스니아 내 세르비아계 군사는 대략 13만명이었는데, 크로아티아 육군 및 크로아티아 국방위원회(크로아티아어: Hrvatsko vijeće obrane), 보스니아 헤르체고비나 공화국군을 전부 합치면 25만명이 넘었고 전차도 570대를 가지고 있었다.

## 전쟁 경과

### 1991년: 적대행위의 시작

#### 최초의 군사 충돌

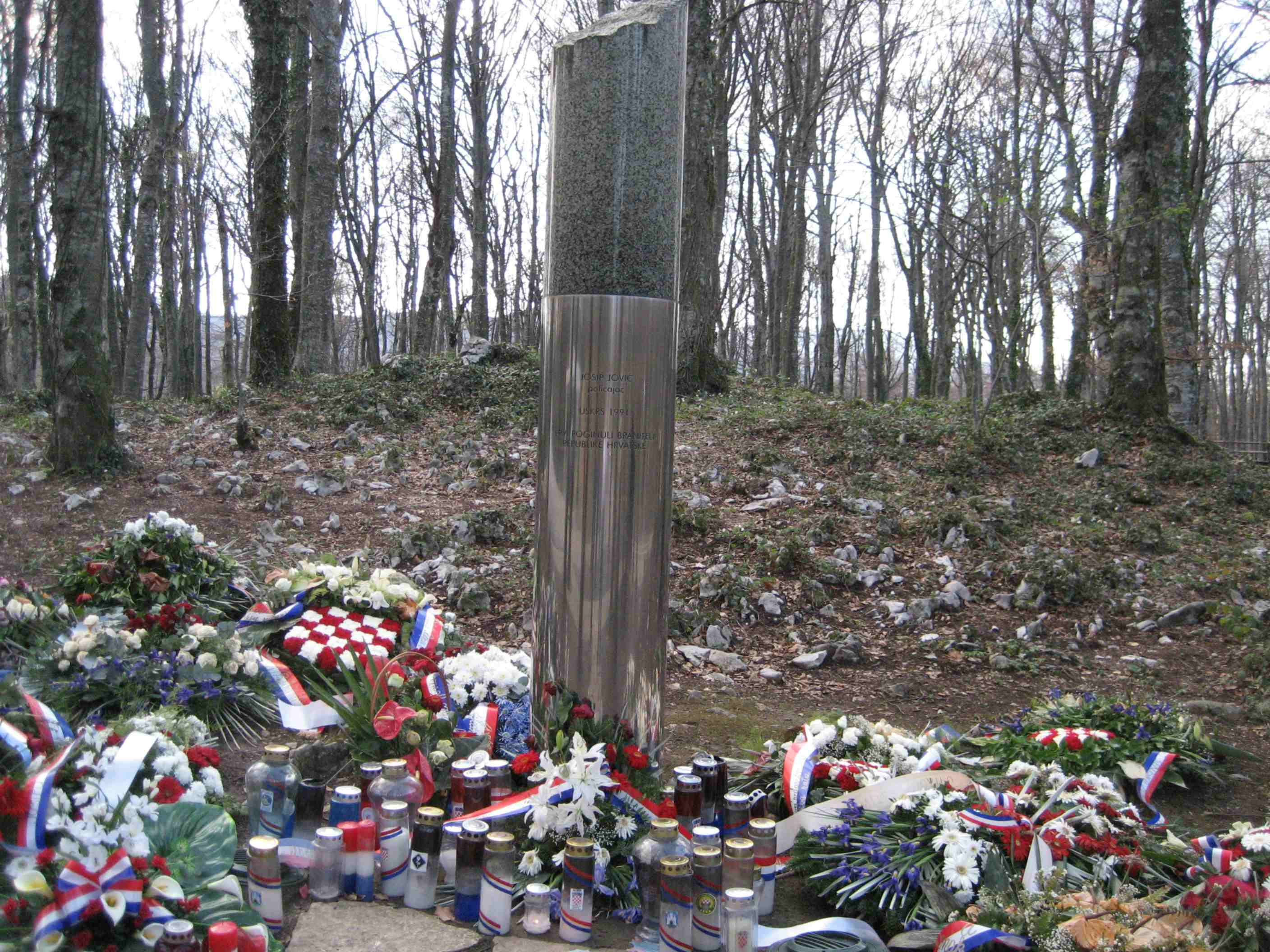
크로아티아 독립 전쟁의 첫 크로아티아측 사망자로 기록된 플리트비체 호수 사건 당시 사망한 요시프 요비치 추모비.

양 측에서 선전 기술과 언론의 프로파간다가 각종 사건에 불을 붙이면서 유고슬라비아 내 민족 간 민족 혐오가 커져갔다. ICTY 이전 증언에서 크라이나 최고 지도자 중 한 명인 밀란 마트리치는 세르비아측이 먼저 무력을 사용하기 시작했다고 말했다.
세르비아계가 다수 거주하는 지역에서 분쟁이 무장 충돌로 빠르게 확산되었다. 3월 초 세르비아계가 파크라츠에서 크로아티아 경찰을 공격하였으며, 1991년 3월 말에는 플리트비체 호수 사건으로 전쟁 기간 세르비아계에게 사살당한 최초의 경찰관인 요시프 요비치가 나오면서 유혈 충돌로 변했다.
1991년 3월에서 4월에는 크로아티아 내 세르비아인들이 자신들이 살고 있는 영토에서 분리주의 운동을 하러는 움직임을 보이기 시작했다. 이 같은 움직임이 현지에서 어느 정도나 자발적으로 이루어졌는지, 밀로셰비치가 이끄는 세르비아 정부가 어느 정도로 깊게 관여하였는지는 논쟁이 되는 사항이다. 한편 이런 분리주의 움직임으로 크로아티아 내에서 세르비아계가 다수인 지역은 SAO 크라이나라는 국가를 선언하였다. 크로아티아 정부는 이러한 움직임을 반란으로 규정하였다.
로그 혁명 초기부터 1991년 4월 말까지 폭발물 관련 사건 200여건 이상 및 크로아티아 경찰에 대한 공격 89건 이상이 기록되었다. 크로아티아 내무부는 특수경찰 부대의 수를 늘려 무장시키기 시작했고, 이 병력은 사실상 군부대로 활동하였다. 1991년 4월 9일 크로아티아의 대통령 투지만은 특수경찰부대를 "국가방위대(Zbor Narodne Garde)로 개칭할 것을 명령했고 이는 크로아티아가 독립적인 군사 병력을 가진다고 선언한다는 것을 의미했다.
이 시기부터 달마티아 내륙의 천여 명이 거주하는 마을인 키예보가 포위되는 키예보 포위전이나 슬라보니아 동부의 마을인 보로보에서 크로아티아 경찰과 세르비아계 민병대와 교전하여 12명의 사상자를 낸 보로보셀로 충돌이 일어나는 등 충돌이 격화되었다. 슬라보니아 동부에서는 폭력 행위가 빈발했는데 5월 2일 토바르니크에서는 세르비아계 반군의 공격으로 크로아티아 경찰관이 사망했으며, 5월 5일 소틴에서는 세르비아계와 크로아티아 사이 교전에 휘말린 세르비아계 시민 1명이 사망하였다. 5월 6일에는 스플리트 해군 사령부의 키예보 포위작전을 반대하여 일어난 스플리트 시위에서 일어난 충돌로 유고 인민군 병사 1명이 사망하였다.
5월 15일에는 크로아티아인 스체판 메시치가 유고슬라비아 연방 대통령의 다음 순번으로 될 예정이었다. 코소보, 몬테네그로, 보이도디나의 지원을 받아 대통령 임명 선거를 완전히 자기 통제 하로 만든 세르비아는 지금까지 관례로 여겨졌던 대통령직 자동 임명을 반대하였다. 이 작전으로 유고슬라비아는 국가원수와 총사령관이 부재한 상황이 되었다. 이틀 뒤 다시 열린 문제의 투표에서도 임명에 실패하였다. 당시 유고슬라비아의 총리직에 있었던 안테 마르코비치는 대통령 권한을 행사할 위원회 위원을 임명하자고 제안하였다. 하지만 이 위원회에 당시 국방부 장관이던 벨코 카디예비치를 제외하고 누가 위원이 될 것인지, 누가 유고 인민군의 총사령관직에 올라갈 지 확실한 것이 없었다. 위원회 방안은 크로아티아가 위헌이라고 주장하면서 얼마 지나지 않아 취소되었다. 이 위기는 6주 간의 교착 상태 끝에 해결되어 메시치가 대통령직에 선출되었고 이는 수십 년 만에 유고슬라비아에서 최초로 국가원수에 비공산당원이 선출된 사례었다.
이 기간 내내 연방군, 유고 인민군, 지방 영토방위군은 계속해서 밀로셰비치가 주도하는 연방 통제하로 들어가고 있었다. 한편 헬싱키 워치는 세르비아 크라이나 정부가 크로아티아 관리들과 협력하고 숙소를 제공해주는 세르비아인들을 처형하고 있다고 주장하였다.

#### 독립 선언
| 93.24% | 6.76% |  |
| 찬성   | 반대  |  |

1991년 5월 19일, 크로아티아 정부는 독립할 지, 유고슬라비아 내에서 더 느슨한 연합체로 잔류할 지에 대한 국민투표를 실시하였다. 세르비아 지역 정부는 국민투표에 보이콧을 선언하였고 크로아티아에 거주하던 세르비아인 다수가 이에 동참했다. 국민투표는 독립에 94%가량 찬성하는 것으로 나왔다.
새로 편성된 크로아티아 군대는 1991년 5월 28일 자그레브에 있는 스타디온 크란체비체바에서 열병식과 사열식을 가졌다.
크로아티아 의회는 1991년 6월 25일 크로아티아의 독립을 선언하고 유고슬라비아와의 연합을 해산하기로 결의하였다. 크로아티아 의회 결의안은 의회 내 일부 좌파 의원이 거부하였다. 이 결정에 대해 유럽 경제 공동체와 유럽안보협력회의는 크로아티아 정부에게 3개월 간 독립 결정을 일시적으로 효력을 정지시켜 달라고 요구하였다.
유고슬라비아 정부는 크로아티아와 슬로베니아의 독립 선언에 대해 격하게 반대하면서 유고슬라비아의 총리 안테 마르코비치는 독립 선언은 불법이며 유고슬라비아 헌법에 반하는 이적행위라고 선언, 유고 인민군에게 유고슬라비아의 일체 단결을 확보하기 위한 조치를 취하라고 촉구하였다.
1991년 6월에서 7월 사이 짧막하게 일어난 슬로베니아 독립 전쟁은 금방 막을 내렸는데, 그 중에는 슬로베니아에서 슬로베니아인이 대부분을 차지하는 민족 동질성이라는 이유도 있었다. 슬로베니아에 대한 군사 공격에 이은 계획적 철수도 후일에는 당시 유고슬라비아 연방의 대통령직을 맡았던 슬로보단 밀로셰비치와 보리사브 요비치가 계획했던 것으로 밝혀졌다. 요비치는 이 정보가 담긴 자서전을 공개하였고 ICTY의 밀로셰비치 재판정에서도 같은 내용을 증언하였다.
크로아티아 정부는 유고슬라비아와 3개월 간 독립 선언을 일시 동결한다는 내용의 브리유니 협정을 체결하면서 긴장 상황이 다소 완화되었다.

#### 유혈 분쟁으로의 심화
우리는 페트리냐, 카를로바츠, 자다르를 곧 장악할 것이다. 이런 큰 거점들은 우리의 이익이자 우리 군대의 이익이기 때문이다.

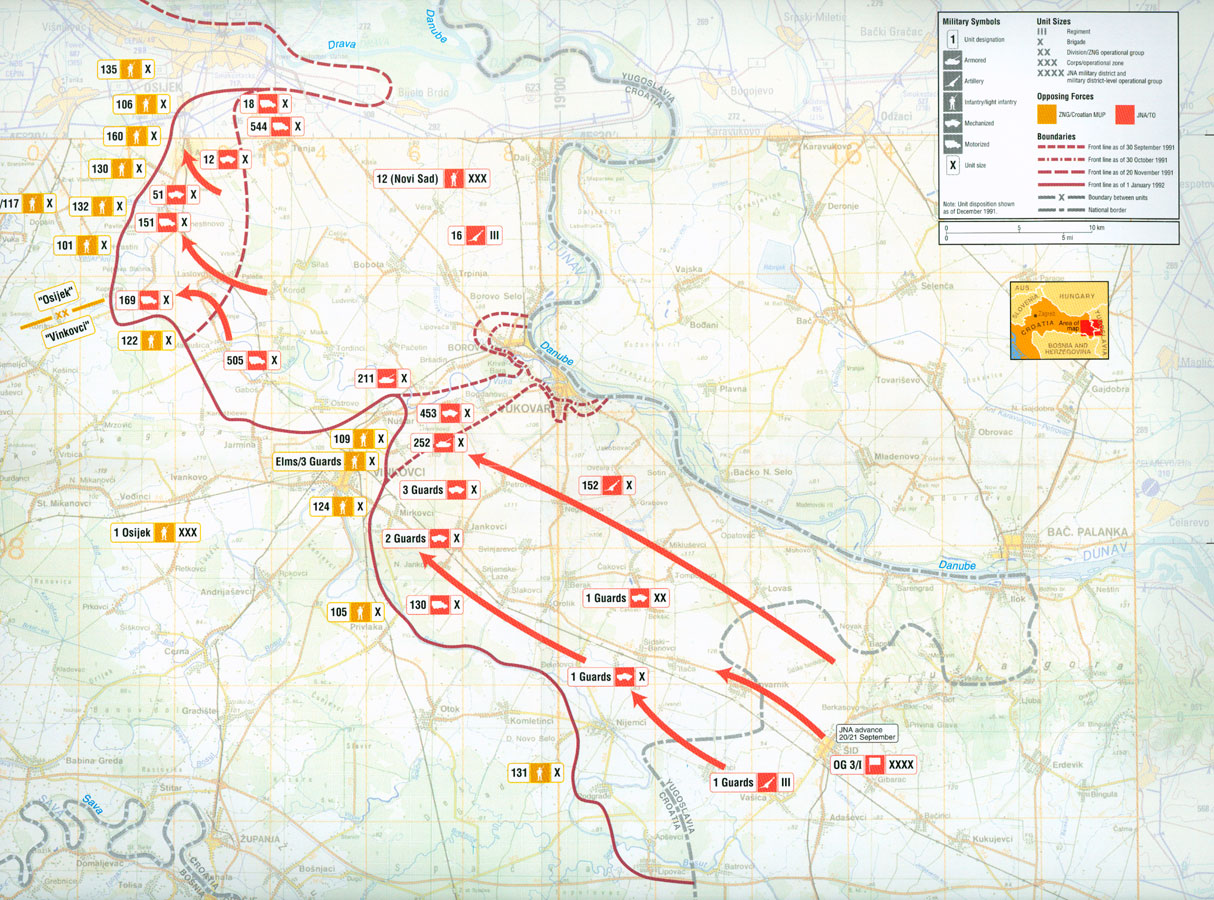
유고슬라비아 인민군의 동슬라보니아 지역 돌파 작전 지도.

7월에는 유고슬라비아에 공화국들을 잔존시키기 위해 유고 인민군이 크로아티아 지역에 집중적으로 작전을 수행하기 시작한다. 7월 세르비아 주도의 영토방위군은 달마티아 해안 지역으로 진격하는 코스트-91 작전을 시작했다. 8월 초가 되면 바노비나 지역은 세르비아군이 압도하여 모조리 점령하는 상태에 있었다.
크로아티아 내에서 군사 작전이 시작되면서 슬로베니아에서 있었던 일과 유사하게 유고 인민군 내 크로아티아인 및 다수의 세르비아인 징집병이 탈영하기 시작했다. 알바니아인과 마케도니아인들도 합법적으로 유고 인민군에서 빠져나가거나 마케도니아 공화국으로 복무할 방법을 찾기 시작했으며 이런 움직임으로 크로아티아 근방에 있는 유고 인민군 부대의 민족비율이 거의 세르비아계로 동질화되었다.
크로아티아 독립 선언 1달 후 유고 인민군과 기타 세르비아군은 크로아티아의 국토 1/3 가까이를 장악한 상태였고 장악 영토 대부분은 세르비아인 민족이 대부분 거주하는 지역이었다. 여기에 유고 인민군의 군사 전략은 민간인이 있든 없든 광범위하게 포탄을 날려 포격한다는 방식이었다. 전쟁이 진행되면서 두브로브니크, 고스피치, 시베니크, 자다르, 카를로바츠, 시사크, 슬라본스키브로드, 오시예크, 빈코브치, 부코바르 등의 도시에 유고슬라비아 군대가 공격하였다. 유엔은 이들 국가에 무기 엠바고를 부과했는데 유고 인민군이 지원하는 세르비아군은 유고 인민군의 무기고를 마음대로 사용할 수 있어서 큰 문제가 없었던 반면 새로 결성된 크로아티아군은 무기 수급에 큰 문제를 겪었다. 크로아티아 정부는 국경 너머로 무기를 밀수하기 시작하였다.
1991년 8월, 부코바르 전투가 시작되었다.
1991년 8월 달 학살을 시작으로 동슬라보니아 전역이 심각한 영향을 받았다. 오시예크에서 빈코브치를 중심으로 전선이 형성되었고 부코바르는 포위되었다.
9월 들자 세르비아군은 부코바르를 완전히 포위하였다. 제204 부코바르 여단을 포함한 크로아티아 부대는 시내에 주둔하면서 유고 인민군의 기갑여단 및 기계화 여단, 그리고 세르비아계 민병대를 상대로 도시를 방어하였다. 부코바르는 전투로 거의 완전히 파괴되었으며 총 15,000채의 집이 파괴되었다. 일부 크로아티아계 민간인들은 도시 안으로 피난하였다. 그 외 다른 민간인들은 집단으로 부코바르 밖으로 피난을 나섰다. 부코바르 포위전으로 총 사망자는 1,798명에서 5,000명에 달한다. 여기에 도시 점령 이후 22,000명이 부코바르에서 쫓겨났다.
크로아티아 전쟁 기간 크로아티아 내에서 국내실향민이 대략 크로아티아인 22만명, 세르비아인 30만명 이상이라는 통계도 있다. 많은 지역에서 수많은 민간인들이 군대에게 쫓겨났다. 크로아티아 전쟁으로 처음으로 추방에서부터 살해에까지 달하는 일련의 민족에 대한 전쟁범죄를 민족 청소(ethnic cleansing)이라고 부르며 단어를 사용하기 시작한 것이 이 때가 처음이었다.
10월 3일, 유고슬라비아 해군은 크로아티아의 주요 항구에 대한 봉쇄 작전을 재개하였다. 달마티아와 기타 지역에서 유고 인민군 부대를 공격하는 막사 전투가 수 개월간 진행되자 나온 조치였다. 또한 이는 달마티아를 크로아티아 본토로부터 아에 포위시켜 차단시키겠다는 의도로 진행한 유고 인민군의 해안선 점령 작전인 코스트-91 작전이 실패하고 작전을 끝낸 직후 시작된 봉쇄 작전이기도 하였다.
10월 5일, 크로아티아의 투지만 대통령은 연설에서 세르비아 주도 하의 유고 인민군, 세르비아 민병대, 세르비아계 반군이 작당하는 "대세르비아 제국주의"에 대항해 온 국민이 총동원해서 이를 막아야 한다고 말했다. 10월 7일에는 유고슬라비아 공군이 자그레브에 있는 정부중앙청사를 공격했는데 이를 반스키드보리 폭격 사건이라고 부른다. 다음 날, 앞서 합의했던 독립 선언 유예 기간 3개월이 지남에 따라 크로아티아 의회는 유고슬라비아의 남은 모든 관계 단절을 선포하였다. 10월 8일이 공식적인 크로아티아 독립기념일이 되었다. 정부청사 폭격과 함께 10월 들어 두브로브니크 포위전이 시작되면서 유럽연합(EU)가 세르비아에 대해 국제 제재를 시작하였다. 10월 15일 유고 인민군이 차브타트를 점령하면서 아초 아폴로니오를 대두로 한 세르비아계 지역 정치인들은 두브로브니크 공화국을 선언하였다. 국제 언론은 두브로브니크의 문화유산 피해에만 초점을 맞췄는데, 민간인 사상자 및 부코바르 전투와 같은 주요 전투에 대해서는 국제적인 대중의 시야에서 벗어났다. 그럼에도 불구하고 두브로브니크에 대한 포격으로 유네스코 세계유산인 두브로브니크 성벽 내 구시가지가 650회의 포격으로 건물 56%가 피해를 입는 등 문화유산의 피해도 심각했다.

#### 정점을 찍은 전쟁
크로아티아는 나라 자체가 실향민이 되었다.

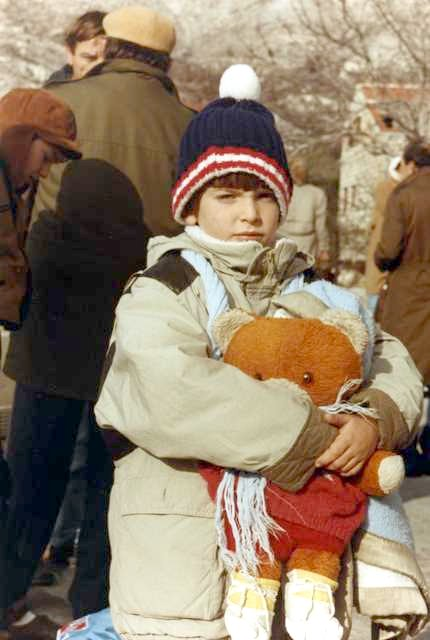
1991년 12월, 크로아티아의 난민.

유고 인민군 제5군단이 사바강을 도하해 파크라츠와 북쪽의 서슬라보니아로 진격하는 것에 대항해 크로아티아 육군도 1991년 11월 초 역습을 시작하면서 본격적인 첫 대규모 작전이 시작되었다. 10월 31일부터 11월 4일까지 있었던 옥토스 10 작전으로 크로아티아가 빌로고라에서 파푸크산 사이 고지대를 수복하였다. 옥토스 10 작전으로 크로아티아군이 점령한 영토는 대략 270 km2 지역에 달한다.
11월에는 부코바르 학살이 일어났다. 학살에서 살아남은 생존자들은 오브차라 수용소나 벨레프로메트 수용소와 같은 수용소로 이송되었다가 나중에는 스렘스카미트로비차 감옥으로 이송되었다. 부코바르에 대한 지속적인 포위공격은 국제 언론들의 집중적인 관심을 끌었다. 미국의 지미 카터 대통령 시기 국무장관였던 유엔 평화중개인 사이러스 밴스와 같은 수많은 국제 저널리스트들이 부코바르 인근에 있었다.
동슬라보니아에서는 부코바르 함락 전후로 1991년 10월 로바스 학살, 11월 에르두트 학살이 있었다. 같은 시기 달마티아 고지 북부에서는 슈카브르냐 학살 사건이 일어났는데 부코바르에서의 사건들로 당시에는 학살이 잘 알려지지 않았다.
11월 14일, 달마티아 항구들에 대한 해군 봉쇄에 대항해 민간 선박들이 우회하기 시작했다. 이 대결은 달마티아 해협 해전에서 최고조에 달했는데, 크로아티아의 해안선과 섬 등지에 있던 해안포들이 무코스 PČ 176(이후 PB 62 숄타로 개명)과 같은 유고슬라비아 해군 함정들 수 척을 침몰, 손상, 나포하였다. 해전 이후 유고슬라비아 해군은 사실상 아드리아해 남부에서만 작전이 가능할 정도로 축소되었다.

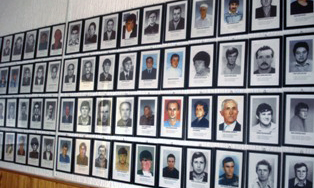
로바스 학살 당시 피해자들의 사진.

크로아티아 육군은 12월 중순부터 오르칸 91 작전을 포함해 수 차례의 작전으로 진격하였다. 오르칸 91 작전으로 크로아티아군은 대략 1,440 km2의 영역을 점령했다. 이 작전은 6개월 가까이 지속된 전투의 마지막을 장식했는데, 작전 동안 1만명이 사망하였으며 수십만명의 사람들이 집을 잃어 난민이 되었고 수만채의 집들이 파괴되었다.
전투가 격화되면서 12월 19일 처음으로 크로아티아는 서구국가에서는 최초로 아이슬란드에게서 국가승인을 받았으며 크라이나와 서슬라보니아의 세르브인 자치 지역(SAO)가 모여 세르비아 크라이나 공화국을 정식으로 선포하였다. 4일 후, 독일이 크로아티아의 독립을 승인하였다. 1991년 12월 26일, 세르비아인이 사실상 장악한 연방 대통령직은 전쟁 기간 점령한 크로아티아 지역을 포함시킨 "더 작은 유고슬라비아" 계획을 발표하였다.
1991년 12월 21일 전쟁 중 처음으로 이스트라반도가 공격을 받았다. 세르비아군은 포레치와 로빈 사이에 있는 반도 서남부의 브르사르 근방의 공항을 공격했다. 이 공항에는 미코얀-구레비치 MiG-21 2기와 소코 G-2 갤렙 2기가 배치되어 있었다. 이후 유고슬라비아가 브르사르의 치를렌카 공항을 융단폭격하면서 2명이 사망하였다. 이 당시 해외 외교관들이 중재한 휴전 협의는 서명되었다 깨지기를 반복하였다. 크로아티아는 많은 영토를 잃었으나 크로아티아 육군은 1차 정전 당시 7개 여단에서 1991년 12월 31일 기준 60개 여단과 37개 독립대대로 급속하게 확장되었다.

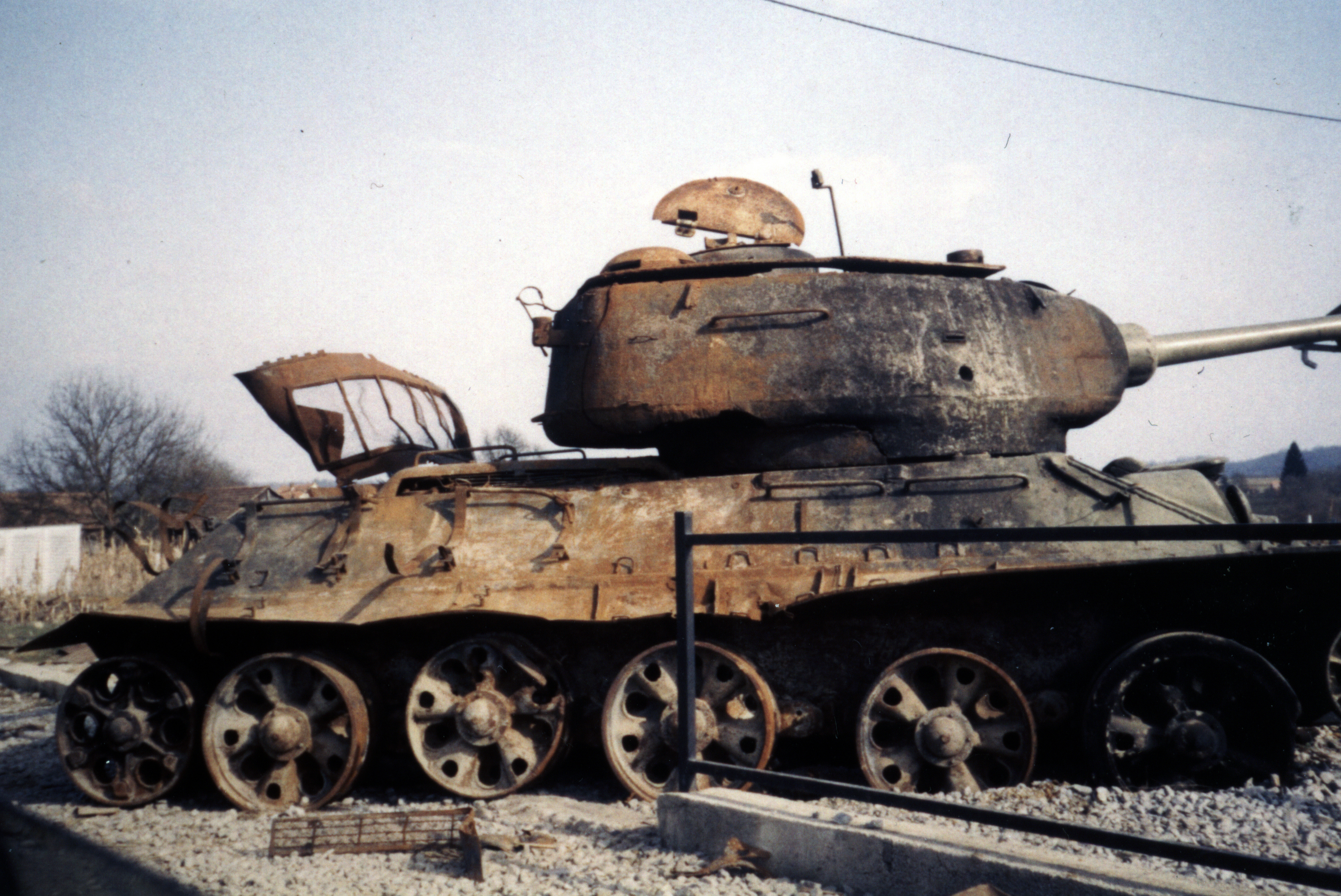
1992년, 카를로바츠에서 파괴된 T-34-85 전차.

1991년 8월 27일에는 유럽 경제 공동체의 유럽 연합 이사회 산하로 유고슬라비아 관련 회담에 법률적 자문을 주는 바댕테르 평화중재위원회라고도 불리는 유고슬라비아 평화 회담 중재위원회가 세워졌다. 5명으로 구성된 이 위원회는 EEC 구성국 헌법법원의 재판소장이 위원으로 소임되었다. 1991년 11월 말부터 중재위원회는 10개 의견을 제시하였다. 위원회는 무엇보다도 유고슬라비아 사회주의 연방 공화국(SFR 유고슬라비아)은 해체 과정에 있으며 유고슬라비아 내의 공화국 국경은 자유롭게 합의가 이루어지지 않는 한 바뀔 수 없다는 입장을 표력하였다.
국제사회가 크로아티아의 전쟁 전 국경 보존에 찬성한 이유는 1971년 유고슬라비아 헌법개정안과 1974년 유고슬라비아 연방 헌법 조문 때문이었다. 1971년 헌법개정안에서는 주권이 연방 단위에서 발휘된다는 개념을 도입하였고 연방만 헌법에 따른 특별한 권한을 가지고 있다고 명시하였다. 1974년 유고슬라비아 헌법에서는 1971년 도입한 원칙을 확인하고 이를 강화하였다. 이 당시 각 공화국 간 국경은 1943년과 1945년 유고슬라비아 국민해방을 위한 반파시스트 평의회(AVNOJ)가 세운 유고슬라비아 연방조직에 대한 결정을 따라 1947년 국경협의위원회에서 합의하여 그어졌다.

### 1992년: 휴전
대세르비아 집단은 크로아티아나 보스니아 지역 등지에 거주하는 세르비아인들을 보호하는 데에 관심이 없다. 만약 그렇지 않다고 생각한다면 크로아티아 헌법에 어떤 내용이 들어가 있는지 살펴보고, 거기서 크로아티아의 세르비아인과 소수민족이 과연 어떻게 선언되는지 찾아보고, 세르비아인들은 소수민족과 사실상 별개로 또 다른 민족으로 취급된다는 사실을 봐라. 또한 크로아티아에서 세르비아인들이 크로아티아인들보다 민권이 더 적은지를 살펴봐라. 크로아티아의 세르비아인들도 동등하게 보호받고 있다. 하지만 그들(대세르비아)은 이런 걸 추구하는 것이 아니다. 그들이 진정으로 원하는 것은 영토이다.
전쟁으로부터 불과 6개월 후 15번째로 UN이 주도한 정전 협정이 1992년 1월 2일 체결되었으며 이 다음날부터 정전이 발효되었다. 이 때 나온 일명 사라예보 협정이 사실상의 정전 협정이 되었다. 1992년 1월 15일 크로아티아가 유럽 공동체에게 공식적으로 주권국으로 인정받았다. 유고 인민군이 크라이나 지역을 포함한 크로아티아 전 지역에서 철수하기 시작했지만 세르비아 크라이나 공화국은 세르비아의 지원으로 점령지에서 확실한 우세를 점했다. 이 당시 크라이나 공화국은 13,913 km2의 영토를 점령하고 있었다. 이 면적에는 크라이나 공화국의 영토로 취급받지 않은 두브로브니크 인근 점령지 680 km2은 포함하지 않은 영역이었다.
정전 협정이 잇다라 실패한 후 유엔은 세르비아계가 점령한 크로아티아 영토 전역에 유엔보호군(UNPROFOR)를 배치해 휴전 협정 준수 여부를 감독하고 평화유지 역할을 수행했다. 유엔보호군은 1992년 2월 21일 유엔 안전 보장 이사회 결의 제743호로 공식적으로 결성되었다. 전쟁 중인 각 세력은 점령지에서 고착되었고 유고 인민군은 크로아티아에서 철수해 보스니아 헤르체고비나로 후퇴했는데 이 곳에서 새로운 분쟁이 시작되었다. 크로아티아는 1992년 5월 22일 크로아티아가 소수민족과 반체제 인사들의 인권을 보장하는 헌법개정안을 통과시킨다는 조건으로 유엔 회원국이 되었다. 한편 유엔보호군의 주둔에도 불구하고 크라이나 지역의 비세르비아계 시민 추방이 계속되었고 경우에는 유엔군이 사실상 추방 행위에 가담하는 경우도 있었다.

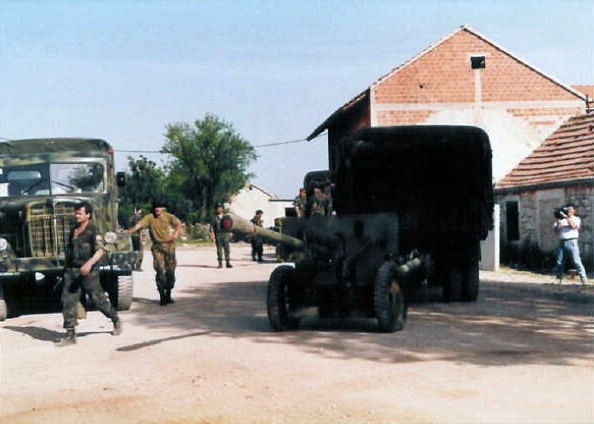
1992년 6월 21일, 밀레브치고원 전투 당시 세르비아군의 야포와 트럭을 노획한 크로아티아 병사.

유고슬라비아 인민군은 크로아티아 전쟁 중 사로 잡은 수천 명의 포로들을 세르비아, 보스니아 헤르체고비나, 몬테네그로 각지의 수용소로 이감하였다. 크로아티아군도 세르비아군 병사 수 명을 포로로 사로잡았으며 양 측은 수 차례 포로 교환을 거친 후 거의 대부분의 포로가 1992년 말 석방되었다. 전쟁 당시 악명 높았던 수용소에는 세르비아의 스렘스카미트로비차 감옥, 스타이체보 수용소, 베게이치 수용소 및 몬테네그로의 모린 수용소가 있었다. 크로아티아군 역시 스플리트의 로라 죄수수용소 등 여러 포로수용소를 운용하였다.
정전 협정 이후에도 크로아티아 내에서는 간혈적으로 소규모 무장 충돌이 이어졌다. 크로아티아군의 두브로브니크 포위를 풀기 위한 수 차례 소규모 작전 외에도 크라이나군의 시베니크, 자다르, 고스피치를 향한 크로아티아 진격 작전이 있었다. 1992년 6월 21일에서 22일 사이에는 크르카강과 드르니시 사이 지역에서 벌어진 밀레브치고원 전투가 있었으며, 1992년 5월 22일에는 비비네와 자다르 인근 크리주 고지를 향한 '야구아르 작전', 7월 1일부터 13일에는 두브로브니크 배후지를 향한 일련의 공세 작전인 타이거 작전이, 9월 20일에서 24일 사이에는 코나블레에서 충돌이, 9월 22일에서 25일 사이에는 블라슈티차에서 충돌이 있었다. 두브로브니크 인근의 전투는 9월 30일부터 10월 20일 유고 인민군이 코나블레에서 철수할 때까지 계속 이어졌다. 코토르만 입구를 지키고 있는 프레블라카 반도는 비무장화되어 유엔보호군 관할로 넘어갔으며, 코나블레 나머지 지역은 크로아티아가 재점령하였다.

### 1993년: 크로아티아의 진군

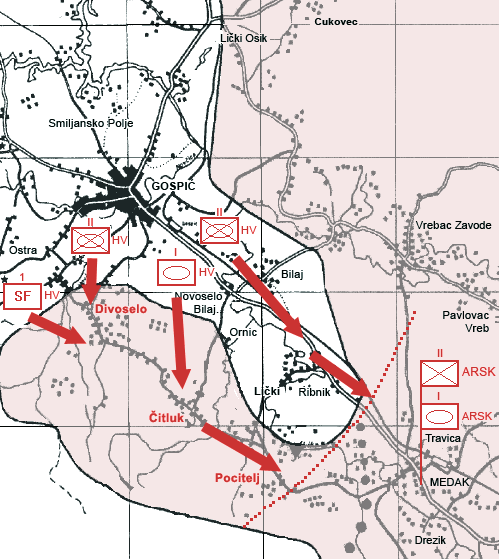
메다크 포위 작전 당시 작전 지도.

1993년 초에는 1월 22일 크로아티아군이 자다르 지역으로의 진격 작전인 마슬레니차 작전을 시작하면서 전투가 재개되었다. 작전 목표는 전략적 상황 개선으로 지역 공항과 마슬레니차 다리를 점령하는 것을 목표로 하였으며 1991년 9월 결국 다리 지역을 점령하면서 자그레브와 자다르 사이 육로 통로가 완전히 이어졌다. 목표를 달성함에 따라 작전은 성공했으나 하지만 비교적 제한된 전역과 공세에서 크로아티아군이 114명, 세르비아군이 490명 사망하는 등 큰 피해가 있었다.
마슬레니차 작전이 진행되면서 크로아티아군은 세르비아를 향해 동쪽으로 130 km 진격하였다. 크로아티아군은 페루차 댐을 향해 진격해 1993년 1월 28일에는 세르비아군이 댐을 지키는 유엔 평화유지군 병사를 쫓아낸 직후 크로아티아가 점령해버렸다. 유엔군은 1992년 여름부터 페루차 댐 주변에 주둔해왔다. 거기서 유엔군을 쫓아낸 후 세르비아군이 댐 내 최소 7개 장소에다가 제거하지 못하도록 붙박이 식으로 35 - 37 t에 가까운 폭발물을 설치했다는 것이 드러났고, 이런 흔적이 고스란히 남은 채 댐이 넘겨졌다. 세르비아군은 후퇴하면서 댐을 붕괴시키고 하류 지역을 범람하게 만들기 위해 65 m 높이의 댐에 폭발물 3개, 총 5 t에 달하는 폭발물을 폭파시켰다. 이 참사는 당시 현장에 있었던 유엔 군사 옵저버 소속 당시 영국 왕립해병대의 중령 마크 니콜라스 그레이가 막았다. 그레이는 권한 밖의 행동을 했다고 징계를 받을 수 있는 위험을 무릅쓰고 댐이 폭파되기 직전 그보다 하류에 있던 0.54 km2 영역의 저수지 수위를 낮췄다. 이 행동으로 댐이 완전히 폭파되었을 때 익사하거나 실향민이 되었을 2만 명의 목숨을 구했다.
9월 9일부터 17일 사이에는 고스피치 남쪽의 세르비아군의 돌출부를 향한 공세 작전인 메다크 포위 작전이 시작되었다. 공세 목표는 고스피치 인근에서 일어나는 세르비아군의 포격 위협을 완전히 없애는 것이었다. 이 작전으로 크로아티아군은 돌출부를 지워버리고 포격 위협을 없앤다는 작전 목표는 이루었으나 공세 과정에 전쟁 범죄가 수 차례 일어났다. 이후 ICTY는 당시 작전에 있었던 크로아티아 장교들을 전쟁 범죄 혐의로 기소하였다. 국제적 압력 속에 작전이 중단되었고, 크로아티아군은 9월 9일 이전 전선으로 돌아가고 대신 작전 지역에 유엔군이 주둔하기로 합의하였다. 이후 일어난 사건에 대해서는 논쟁이 많은데, 캐나다 정부는 주둔지로 진격하는 패트리샤 공주 캐나다 경보병연대에 크로아티아군이 대항해 전투를 벌였다가 사상자 27명을 낸 후 후퇴했다는 보고를 받았다고 주장했다. 아데미-노라츠 재판 당시 나온 크로아티아 국방부와 유엔 장교 사이의 증언에서는 당시 전투가 없었다고 말했다.
| 민족 구성    | 1991년          | 1993년        |
| ------------ | --------------- | ------------- |
| 세르브인     | 245,800 (52.3%) | 398,900 (92%) |
| 크로아티아인 | 168,026 (35.8%) | 30,300 (7%)   |
| 기타         | 55,895 (11.9%)  | 4,395 (1%)    |
| 총 인구      | 469,721         | 433,595       |

1993년 2월 18일, 크로아티아 정부와 서슬라보니아의 세르비아계 정부 사이에 다루바르 협정이 체결되었다. 협정에서는 최전방 지역 주민들의 생활 안정을 목적으로 한다고 두고 있었다. 하지만 크닌의 크라이나 정부는 이 협정을 맺은 세르비아계 지도부를 체포하였다. 1993년 6월, 세르비아는 크라이나 영토를 스릅스카 공화국와 합병하자는 국민투표를 열었다. 세르비아 크라이나 공화국의 내무부 장관 대행인 밀란 마르티치는 4월 3일 스릅스카 공화국 의회에 보낸 서한에서 "현재의 세르비아계 국가 2개국이 전세르비아인을 위한 국가 수립의 첫 단계"라며 합병해야 한다고 주장했다. 1994년 1월 21일, 마르티치는 크라이나 공화국 대통령 선거 연설에서 "내가 크라이나의 대통령이 되면 하루 빨리 통일을 완수하여 전세르비아의 지도자인 슬로보단 밀로셰비치에게 지휘봉을 물려주겠다"라고 말했다. 이런 의도의 발언은 1993년 10월 유엔 안전 보장 이사회의 제871호 결의안에 있는 세르비아 크라이나 공화국이 크로아티아의 정당한 영토라고 단언하며 유엔 보호 지역을 지정한 것과 배치되었다.
1992년에서 1993년 사이 보스니아 헤르체고비나, 세르비아 출신 난민들 등 크로아티아인 225,000명이 크로아티아 내로 정착하였다. 크로아티아 자원병과 일부 징집병들은 보스니아 전쟁에 개입하기도 하였다. 1992년 9월 크로아티아는 보스니아 헤르체고비나로부터 난민 335,985명을 수용하였으며 이들 대부분이 징집 연령대의 남성이 아닌 보스니아인 민간인이었다. 크로아티아로 유입된 수많은 난민은 크로아티아 경제와 인프라에 큰 부담이 되었다. 크로아티아 주재 미국 대사인 피터 갤브리어스는 1993년 11월 8일 기자회견에서 크로아티아 내의 무슬림 난민 수는 제대로 이해하러면 다른 수치를 써야 한다고 말했으며, 난민 비율을 그대로 대입하자면 미국에 3천만 명의 난민을 수용한 것과 같은 상황이라고 묘사하였다.

### 1994년: 무너지는 크라이나의 지지

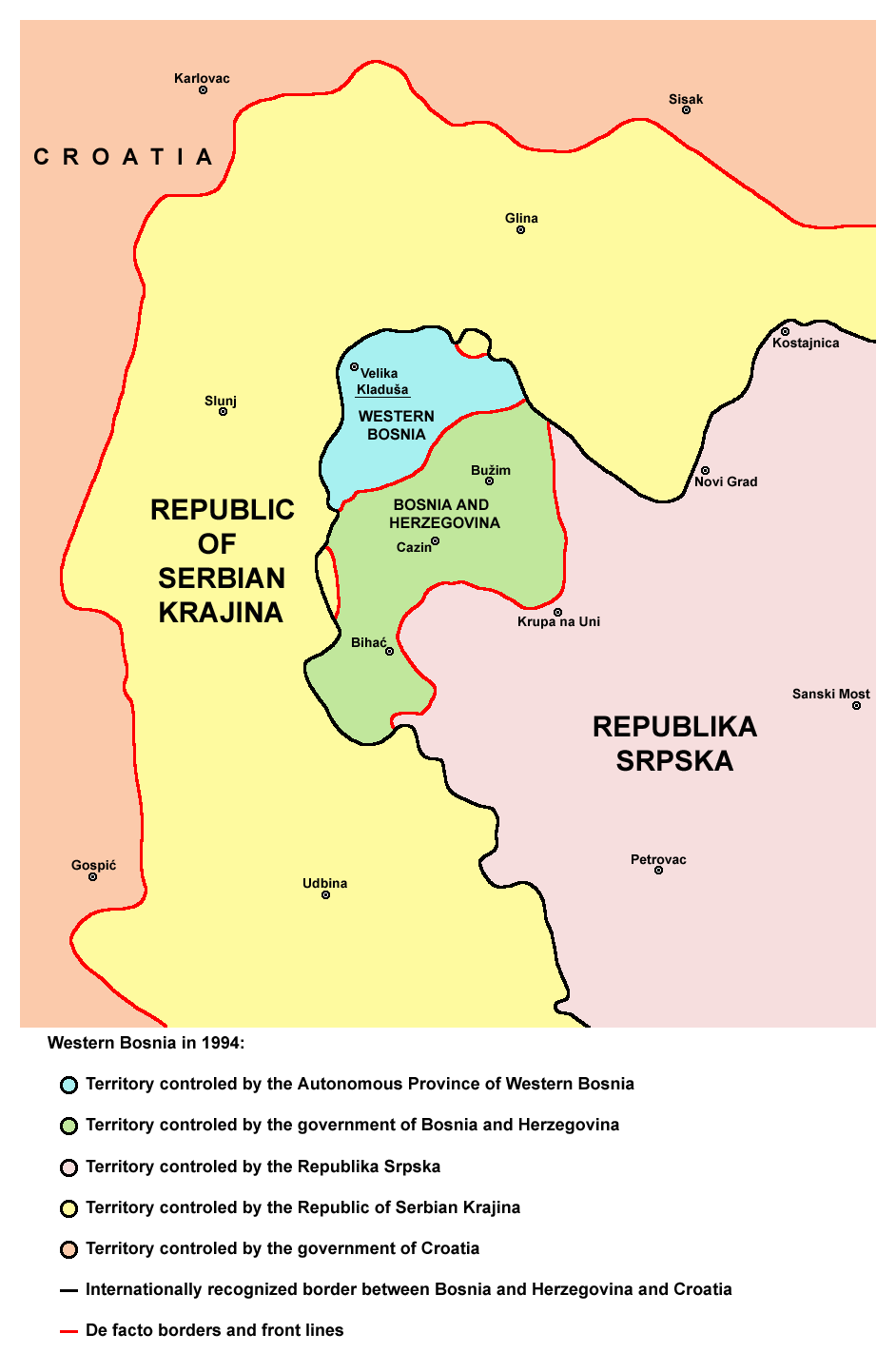
비하치 포위망의 지도.

1992년, 보스니아 헤르체고비나에서 보스니아인과 세르비아인 사이 전쟁과 더불어 보스니아인과 크로아티아인 사이에도 전쟁이 발발하였다. 원래 이 전쟁은 헤르체그보스니아 크로아티아인 공화국의 크로아티아 국방위원회(HVO) 및 크로아티아인 자원병과 보스니아 헤르체고비나 공화국군(ARBiH) 사이 있었던 전쟁이었으나 1994년 말까지 크로아티아 육군이 보스니아에 3천 명에서 5천 명에 달하는 병력을 보내 전쟁에 개입하였다. 하지만 미국의 압력으로 2월 말 교전국들이 휴전에 합의하였고 이어 1994년 2월 26일 미국 워싱턴에서 크로아티아, 보스니아, 크로아티아계 보스니아인 대표와 국무부 장관 워런 크리스토퍼 사이 회동을 가졌다. 3월 4일 프라뇨 투지만 대통령은 보스니아 헤르체고비나 연방의 수립과 함께 세르비아군에 대항하여 보스니아와 크로아티아 사이 동맹을 승인하였다.
이 협정으로 헤르체그보스니아 크로아티아인 공화국이 해체되었으며 보스니아 전쟁에서의 교전 세력이 3파전에서 2파전으로 줄어들었다.
1994년 말 들어 크로아티아군은 보스니아에 수 차례 개입하였는데 11월 1일에서 3일 사이에는 쿠프레스 마을에서 친차르 작전을 펼쳤고, 11월 29일에서 12월 24일에는 디나라산에서 리브노 사이 지역에서 겨울 94 작전 공세를 펼쳤다. 이 작전은 비하치 지역의 포위망을 풀고 크라이나 공화국의 수도인 크닌에 북쪽으로 압박하여 세 방향에서 고립시키는 것을 목표로 하였다.
이 기간 크로아티아와 크라이나 공화국 간 유엔의 중재로 수 차례 평화 협상이 있었으나 실패하였다. 가장 큰 논쟁거리는 오쿠차니 인근의 자그레브-슬라본스키브로드 고속도로의 세르비아계 거주 지역을 교통편으로 개방시키는 문제와 크로아티아 내 세르비아계 다수 지역의 추정 영역 문제였다. 고속도로는 1994년 말 개통되었으나 안보 문제로 곧바로 폐쇄되었다. 두 문제로 평화 협상이 잇다라 실패하면서 1995년에는 크로아티아가 적극적 공세로 방향을 전환하게 된다.

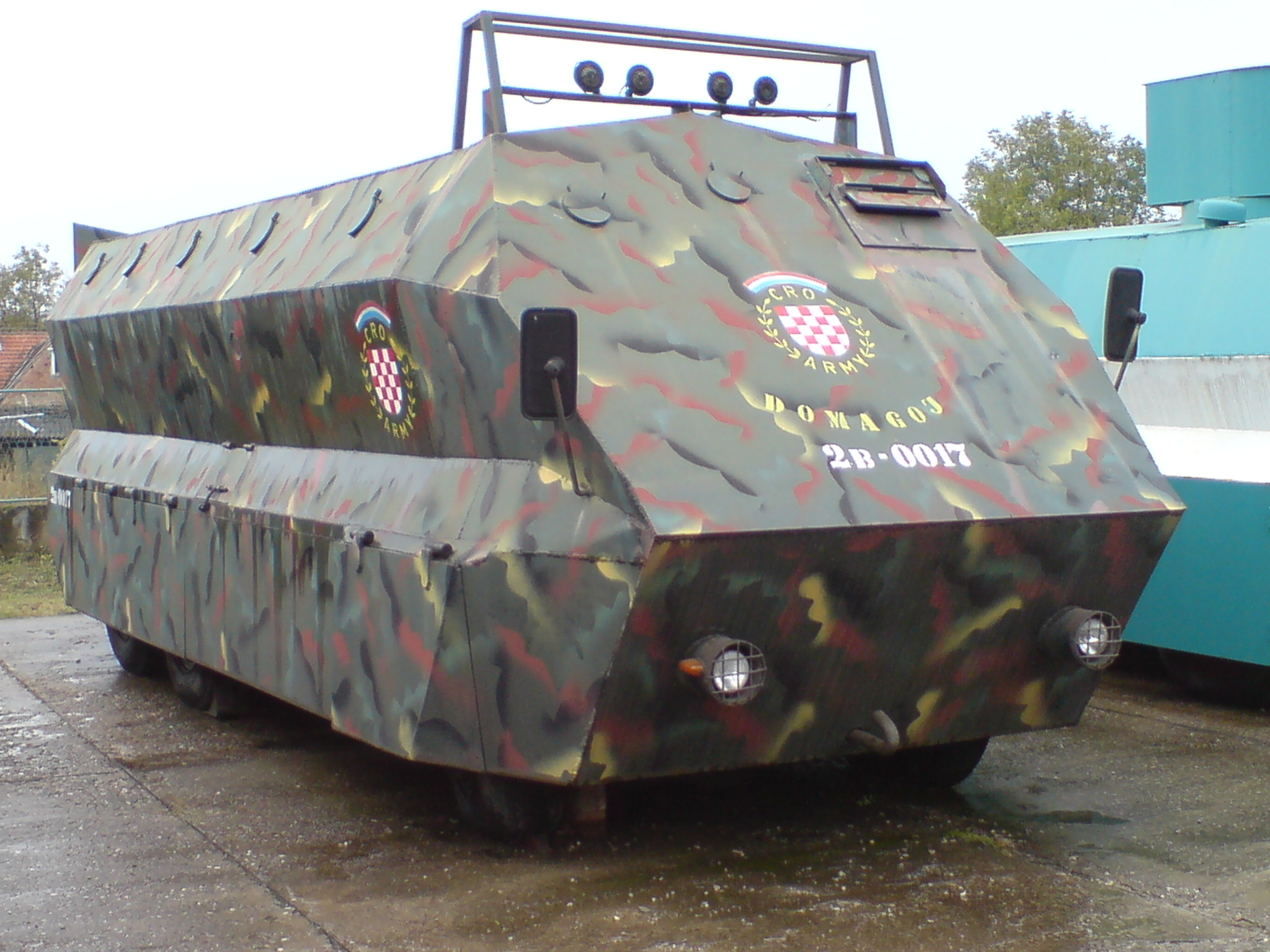
크로아티아군의 개조 전투 차량

동시기 크라이나군은 보스니아에서 온 스릅스카 공화국군과 합세하여 비하치 포위전을 이어나갔다. 유엔 평화유지군의 마이클 C. 윌리엄스는 1994년 11월 말 크라이나군이 비하치 서쪽에 있는 베드로폴레를 함락하자 포위전이 거의 끝나간다고 말하기도 하였다. 또한 비하치 포위망 북쪽의 벨리카클라두샤에서는 중전차의 공격과 포격을 동원하여 크라이나군이 몰려들어오고 있다고도 말했다. 서방의 군사 전문가들은 비하치 포위망 주변 크로아티아 영토에 있는 세르비아군의 지대공미사일 중에서는 베오그라드에서 가져온 것으로 보이는 현대적인 SAM-2 미사일도 보인다고 말했다. 이에 유엔 안전보장이사회에서는 유엔 안전 보장 이사회 결의 제958호를 통과시켜 디나이플라이트 작전으로 배치된 나토군 항공기를 크로아티아에서도 작전할 수 있도록 허용하였다. 11월 21일에는 나토군이 우드비나의 크라이나군 비행장을 공격하여 활주로가 일시적으로 사용 불가능해졌다. 우드비나 공습 이후에도 나토는 인근에서 공습 작전을 이어나갔고 11월 23일에는 나토군 정찰기가 지대공미사일 시스템의 레이다에 감지되자 드보르 인근에서 AGM-88 함 대레이다미사일로 레이다 시스템을 공격하였다.
이후 전역에서 크로아티아군은 전격전의 변형형 전술을 사용하여 근위대가 적군의 전선을 뚫고 공세를 펼치는 동안 다른 지역의 타 부대는 전선을 유지만 시켜 놓아 적군을 포위시켰다. 또한 크로아티아군은 병력을 증강하기 위해 1994년 9월 군 장교와 NCO 양성 과정에 군사전문자원 주식회사(MPRI)와 계약하였다. 1995년 1월부터 MPRI의 업무가 시작되어 기본 장교 지휘기술 및 훈련관리 고문 15명이 초빙되었다. MRPI의 활동은 미 국무부가 사전에 유엔 무기금수조치에 위배되지 않는지, 전술훈련과 관계가 없는지 확인을 한 후 승인 하에 이루어졌다.

### 1995년: 종전으로 가는 길
1995년 들어 크로아티아가 크라이나에 대한 압박 강도를 높이면서 긴장이 다시 고조되었다. 1월 12일 크로아티아의 프라뇨 투지만 대통령이 유엔 사무총장 부트로스 부트로스갈리에게 보낸 5페이지가량의 서신에서 3월 31일부로 크로아티아 내의 유엔보호군 주둔 허용 협정을 만료하겠다고 발표하였다. 이런 조치는 세르비아 및 세르비아가 주도하는 유고슬라비아 연방 공화국이 세르비아계의 크로아티아 점령에 도움을 주고 점령지역을 유고슬라비아로 편입시키러 시도하자 나온 것이었다. 이 문제는 유엔 총회까지 올라왔다.
... 크로아티아의 정세에 대하여, 또한 그 영토를 철저하게 존중하기 위하여 이러한 점에 있어서 크로아티아 점령지 내의 행정, 군사, 교육, 교통, 통신 시스템 등을 유고슬라비아 연방 공화국(세르비아 몬테네그로)로 합병시키는 것을 목표로 하는 활동은 불법적이고 무효이며, 즉시 중단하여야 한다.
 — 유엔 총회 결의안 제1994/93호, 크로아티아의 점령지에 관하여

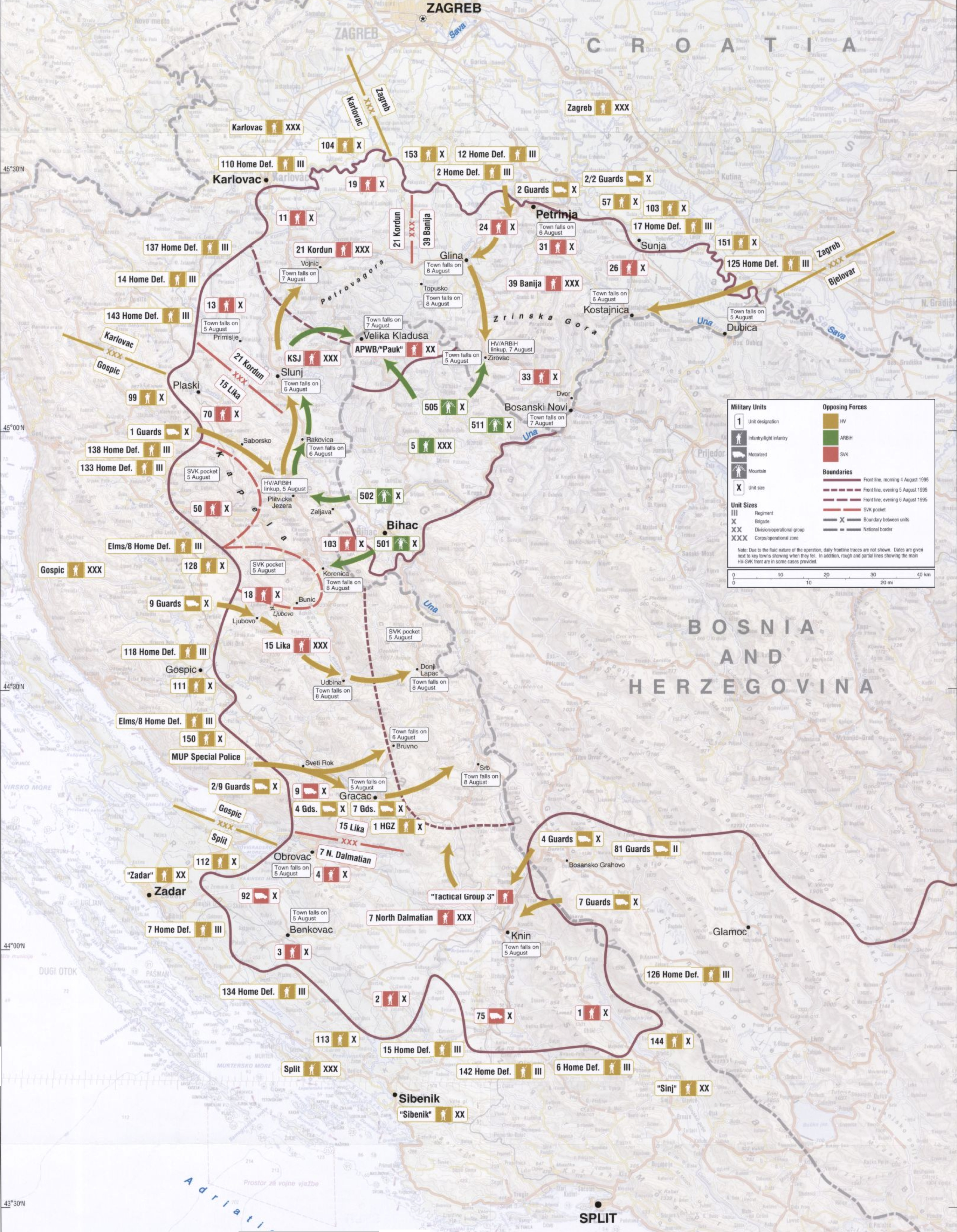
스톰 작전 당시의 지도.

국제적인 평화 협상 중재가 계속되면서 크로아티아와 크라이나 정부 사이 Z-4 계획이라는 새로운 평화안이 등장하였다. 초기에는 크로아티아는 무반응하였고 세르비아는 단호하게 거절했다. 유엔 보호군의 철수 시한이 다가옴에 따라 크로아티아의 국제적 인정 국경을 따라 순찰할 권한을 강화하는 새로운 유엔 평화유지임무단 제안이 나왔다. 처음 세르비아는 이런 움직임에 반대했고 세르비아에서 크로아티아 동부도 대량의 전차 병력이 이동하였다. 협상이 끝나면서 3월 31일 유엔 안전 보장 이사회 결의 제981호로 새 평화유지임무단이 창설되었다. 막판에 크로아티아 외무장관 마테 그라니치가 임무단 이름에 '크로아티아'라는 단어를 추가해야 한다고 주장하면서 막판 임무단 명칭 논쟁이 불거졌다. 협상에 따라 임무단 이름은 유엔 크로아티아 내 신뢰 회복 작전(UNCRO)으로 정해졌다.
1995년 5월 초 분쟁이 다시 격화되었다. 일부 국제적인 압력으로 크라이나 공화국은 세르비아 정부의 지지를 잃었다. 동시에 크로아티아가 플래시 작전을 진행하면서 서슬라보니아 지역을 완전히 점령하였다. 이에 보복으로 세르비아계 반군이 자그레브 로켓 공격을 가해 민간인 7명이 사망하고 200명 이상이 부상을 입었다. 유고슬라비아군은 동슬라보니아 점령지에 대한 공격을 막기 위해 크로아티아 국경을 향해 대량의 전차부대를 기동시켜 무력화하였다.
이후 수 개월 동안 국제적 지원은 주로 보스니아 헤르체고비나 지역의 실패한 유엔 안전지대 문제에 집중되었으며 크로아티아에 대해서는 지속적인 정전에 관한 논의를 하고 있었다. 1995년 7월 보스니아 헤르체고비나 동부의 여러 안전지대가 함락되거나 위협받았으며 서부의 비하치도 위협받으면서 두 문제가 사실상 하나로 합쳐졌다. 1994년 크로아티아는 이미 비하치를 점령당하게 두지 않는다는 신호를 보냈으며 크로아티아군의 점령지 탈환 능력에 대한 신뢰도가 높아지면서 크로아티아 정부는 더 이상 휴전 협상을 할 수는 없으며, 점령된 영토는 크로아티아가 탈환할 것이라는 태도로 전환하였다. 앞선 전개와 보스니아 지역의 정전 협정인 워싱턴 협정 체결로 이후 7월 22일 크로아티아와 보스니아 헤르체고비나의 두 대통령이 회동을 가지면서 스필리트 협정이 체결되었다. 이 협정에서 보스니아 헤르체고비나가 크로아티아와 함께 참전하여 비하치 지역에서 군사 및 기타 여러 원조를 해주기로 약정하였다. 크로아티아는 이에 따라 무력 개입을 시작하였다.

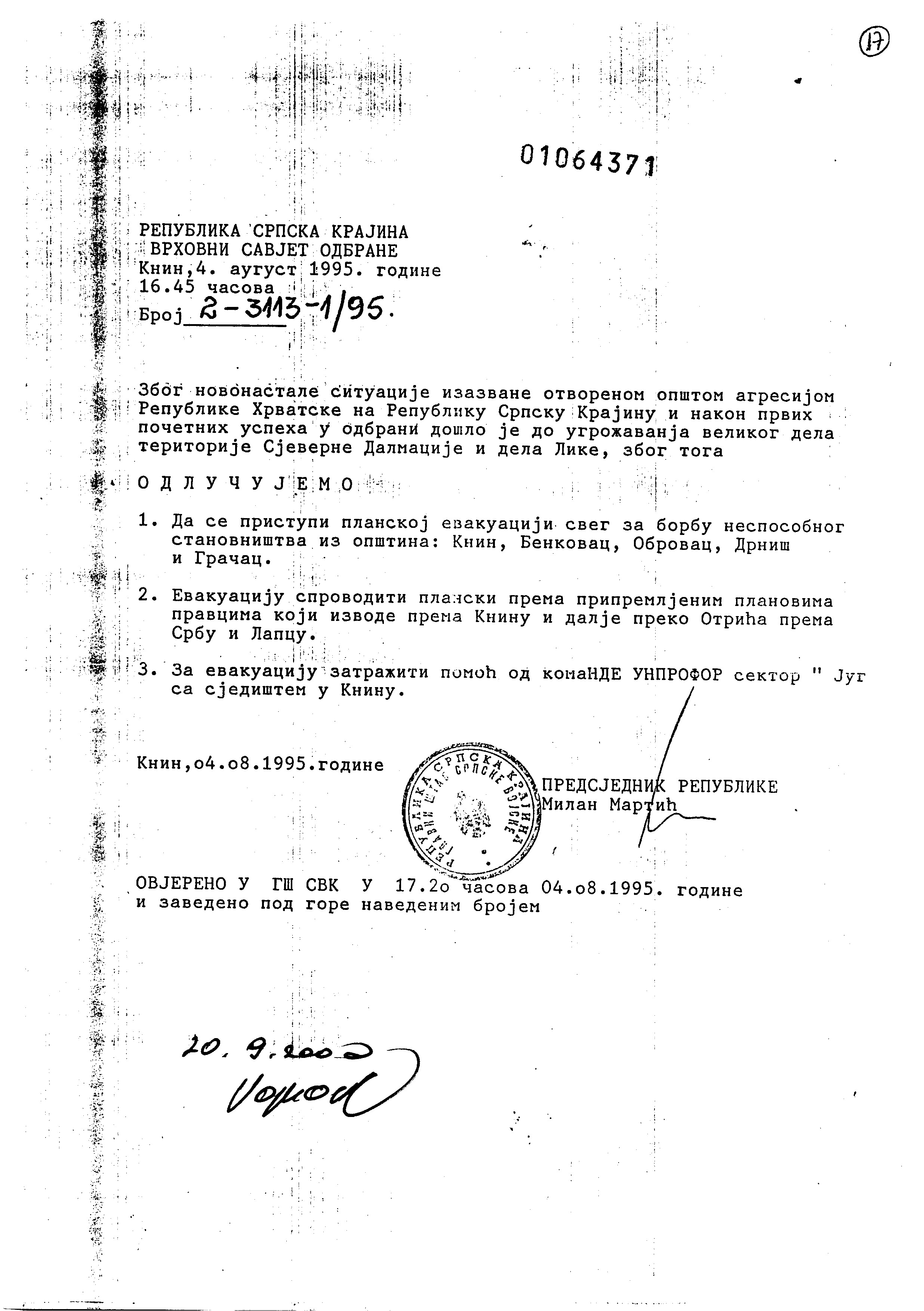
1995년 8월 4일, 세르비아 크라이나 공화국 최고국방위원회가 발행한 자국 영토에서의 민간인 대피 명령 문서.

7월 25일에서 30일 사이, 크로아티아 육군과 크로아티아 국방위원회(HVO) 부대는 디나라산 북쪽의 세르비아 점령지를 공격하는 여름 '95 작전을 시행하여 보산스코그라호보에서 글라모치 사이 지역을 점령하였다. 하계 공세로 바냐루카와 크닌 사이 마지막 주요 보급로가 차단되면서 크닌 주변의 세르비아 지역을 군사적으로 점령할 수 있는 길을 열어주었다. 8월 4일, 크로아티아는 스톰 작전을 시작해 주 전장과는 상당히 떨어진 도나우강 인근 지역을 제외한 크로아티아 내 크라이나 점령지를 모두 탈환하고자 했다. 스톰 공세에서 크로아티아군만 10만명이 동원되었으며 제2차 세계 대전 이후 유럽에서 벌어진 단일 지상 전투 중 가장 큰 규모를 기록하였다. 스톰 작전은 목표를 달성하였으며 8월 8일 작전 종료를 선언하였다.
점령지에 살고 있던 많은 민간인들은 공세 기간, 또는 공세 완료 직후 실향민으로 도망갔으며 나중에는 '추방'에서부터 '계획된 대피'에 이르기까지 다양한 용어로 이 상황이 묘사된다. 세르비아 크라이나 측(RSK 민간인 보호사령부 문서, 최고군사위원회의 코바체비치 Sekulić, 및 브르첼이 발간)에서는 세르비아인의 대피가 사전에 조직되었고 계획적이라는 것을 인정했다. 국제앰네스티에 따르면, "세르비아계 크로아티아군 전원을 포함한 세르비아계 20만명은 이웃한 유고슬라비아 연방이나 세르비아 통제 하의 보스니아 헤르체고비나 영역으로 피난을 갔다. 작전 이후 크로아티아 육군 및 경찰 등 작전에 있었던 인원이 세르비아계 크로아티아인 민간인과 철수하는 세르비아계 육군 병사를 살해하거나, 고문하거나, 강제로 추방하는 일이 일어났다."라고 말했다. 반면 ICTY는 작전 전후로 피난을 간 난민이 2만여 명이라고만 인정하였다. 영국의 BBC 방송에서는 한 때 세르비아계 난민이 20만명에 달한다고 보도하였다. 1991년 추방되었던 크로아티아인 난민들은 이 때가 되어서야 고향으로 돌아갈 수 있었다. 미국 난민 및 이주민 위원회에서는 1996년 한 해에서만 구 크라이나, 서슬라보니아로 돌아온 크로아티아인이 85,000명이라고 추산하였다.
이후 수 개월 동안 세르비아계가 점령하고 있는 보스니아 헤르체고비나 지역에서 두브로브니크 및 기타 지역을 향해 포격하는 등 간헐적인 충돌이 있었다. 크로아티아 내에서 마지막까지 남아있었던 세르비아계 장악 지역인 동슬라보니아, 바라냐, 서시르미움 지역은 양 군 사이 긴장이 있었다. 스톰 작전 이후 투지만 대통령은 지속적으로 공세 작전을 할 수도 있음을 언급하였다. 군사 충돌 위협은 10월 말 동슬라보니아 지역으로 병력이 이동하면서 고조되었으며 그 달 말까지 평화 협정이 타결되지 않으면 크로아티아군이 직접적으로 개입할 수 있다는 등 군사적 개입에 관한 여러 발언들도 계속되었다.

#### 동슬라보니아의 재통일

크로아티아
헤르체그보스니아 크로아티아인 공화국
유고슬라비아 연방 공화국
스릅스카 공화국
세르비아 크라이나 공화국
보스니아 헤르체고비나 공화국
보스니아 헤르체고비나
서보스니아 자치주
마케도니아
슬로베니아

1995년 11월 12일, 유고슬라비아 연방 공화국 정부와 슬로보단 밀로셰비치의 지시로 크라이나 공화국 국방장관 권한대행인 밀란 밀라노비치와 크로아티아 사이 에르두트 협정을 체결하면서 전쟁이 완전히 끝났다. 협정에서 남은 세르비아측 점령지를 모두 크로아티아로 반환하기로 하였으며 2년간 과도기를 가지기로 합의하였다. 이에 1996년 1월 15일 유엔 안전 보장 이사회 결의 제1037호에 따라 유엔 동슬라보니아 바라냐 서시르미움 과도행정기구(UNTAES)가 세워져유엔 대리 과도통치정부가 통치하게 되었다. 협정 안에서는 세르비아계를 위한 공동체 합동위원회도 세워졌다.
협정 후 과도기가 1년 더 연장되었다. 1998년 1월 15일 유엔의 잠정통치기간이 끝나고 크로아티아가 완전한 행정권을 가지게 되었다. 신뢰회복작전을 과도행정기구가 대신함에 따라 이전에 신뢰회복작전단의 통제 하에 있던 프레블라카 반도는 유엔 프레블라카 옵저버 수행단(UNMOP)이 통제하게 되었다. 옵저버 수행단은 1996년 1월 15일 유엔 안전 보장 이사회 결의 제1038호에 따라 창설했으며 2002년 12월 15일 임무가 종료되었다.

## 전후 여파

### 전쟁의 유형 및 이름

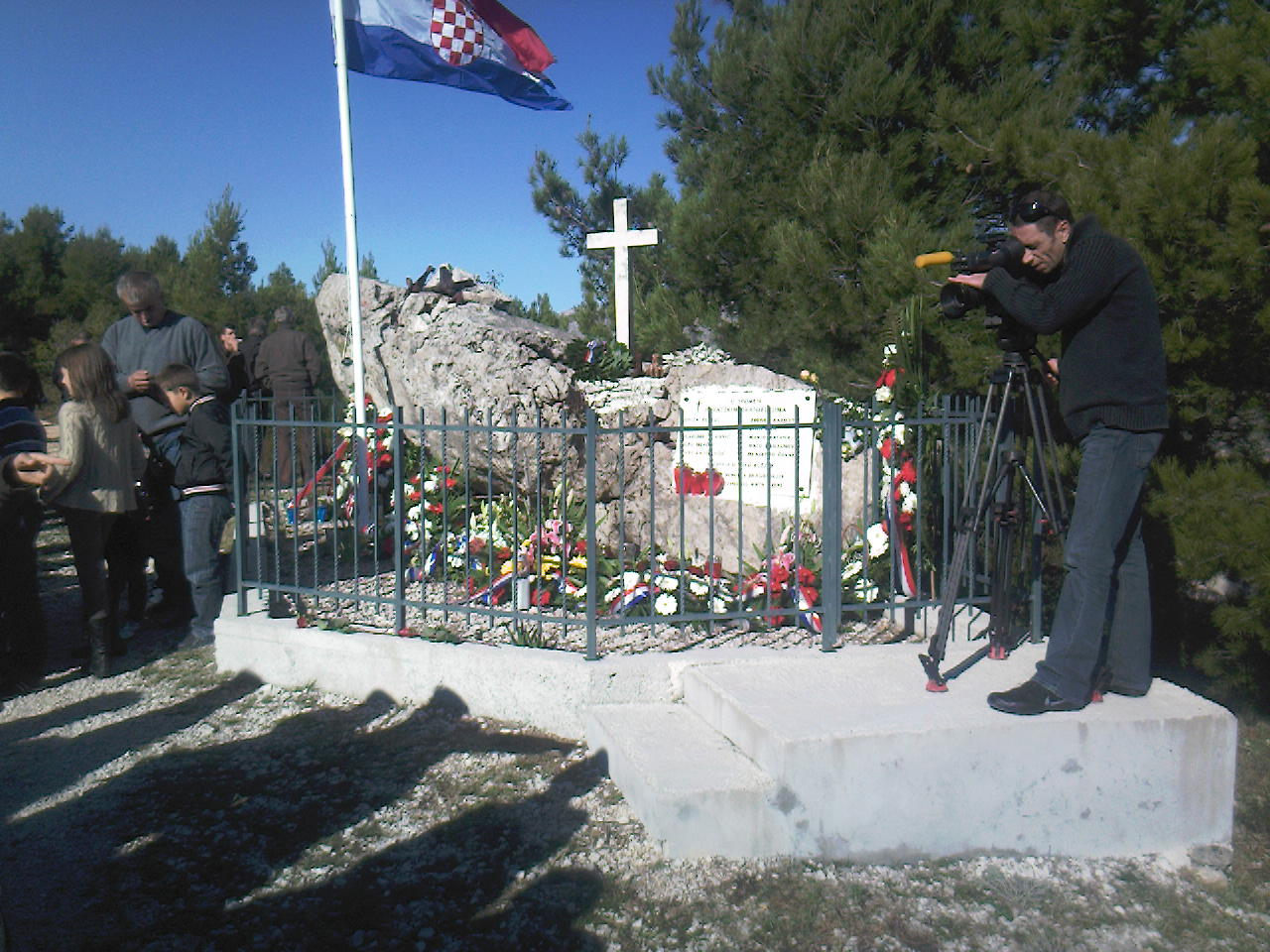
2009년, 두브로브니크 수비대 기념비.

크로아티아에서 사용하는 이 전쟁에 대한 공식적인 표제어를 조국전쟁(크로아티아어: Domovinski rat)이라고 하며, 그 외에 크로아티아 독립 전쟁이라는 명칭도 많이 쓰인다. 초기 영어권에서는 크로아티아 전쟁(War in Croatia), 세르비아-크로아티아 전쟁(Serbo-Croatian War) 또는 유고슬라비아 분쟁(Conflict in Yugoslavia)이라고 불렀다.
그 외에도 크로아티아어에서 사용하는 여러 전쟁 명칭도 있는데, 조국전쟁(Patriotic War)과 같은 단어도 있지만 이 번역어를 타국에서 쓰는 경우는 많지 않다. 크로아티아 내에서는 공식 번역어를 가장 많이 사용하긴 하지만 그 외에도 여러 단어들이 있다. "대세르비아의 침공"(크로아티아어: Velikosrpska agresija)이 그 예이다. 전쟁 중에 가장 많이 사용된 용어로 현재도 크로아티아 내의 여러 언론과 정치인이 사용한다.
크로아티아 독립 전쟁이 내전인지 국제전인지는 논쟁이 갈린다. 세르비아 정부에서는 종종 내전이라고 언급한다. 하지만 구유고슬라비아 국제형사법원(ICTY)과 국제사법재판소(ICJ)와 같은 여러 국제법원과 대부분의 국제법 전문가, 크로아티아 정부에서는 이 전쟁은 크로아티아 내 세르비아계의 지원을 받은 유고슬라비아 연방 및 세르비아와 크로아티아 사이의 국제전이라고 정의한다. 유고슬라비아와 크로아티아 양 측 모두 정식으로 선전포고를 한 적은 없었다. 내전인 만큼 선전포고를 할 필요가 없다는 세르비아의 입장과는 달리 크로아티아 측은 투지만 대통령이 크로아티아가 유고 인민군과 정면충돌로는 이길 수 없다고 믿고 전면전을 피하기 위해 공식적인 선전포고를 하지 않았다는 견해가 우세하다.
1949년 제네바 협정을 중대하게 위반으로 기소된 모든 행위 및 기타 사건은 크로아티아와의 국제적 무력 충돌 및 부분 점령 기간 일어났다. ... 실향민들은 자기 집으로 돌아갈 수 없었으며 세르비아 점령지에 남아 있던 소수의 크로아티아인 및 기타 비세르비아계 민간인들도 수 달 안에 전부 추방당했다. 세르비아 크라이나 공화국의 영토는 1995년 두 번의 작전을 통해 크로아티아가 상당 부분 탈환하기까지 세르비아의 점령 하에 있었다. 동슬라보니아의 마지막으로 남은 세르비아 점령지는 1998년 크로아티아와 평화적으로 통일되었다.
 — ICTY의 밀로셰비치 대통령 기소문에서

### 사상자와 난민

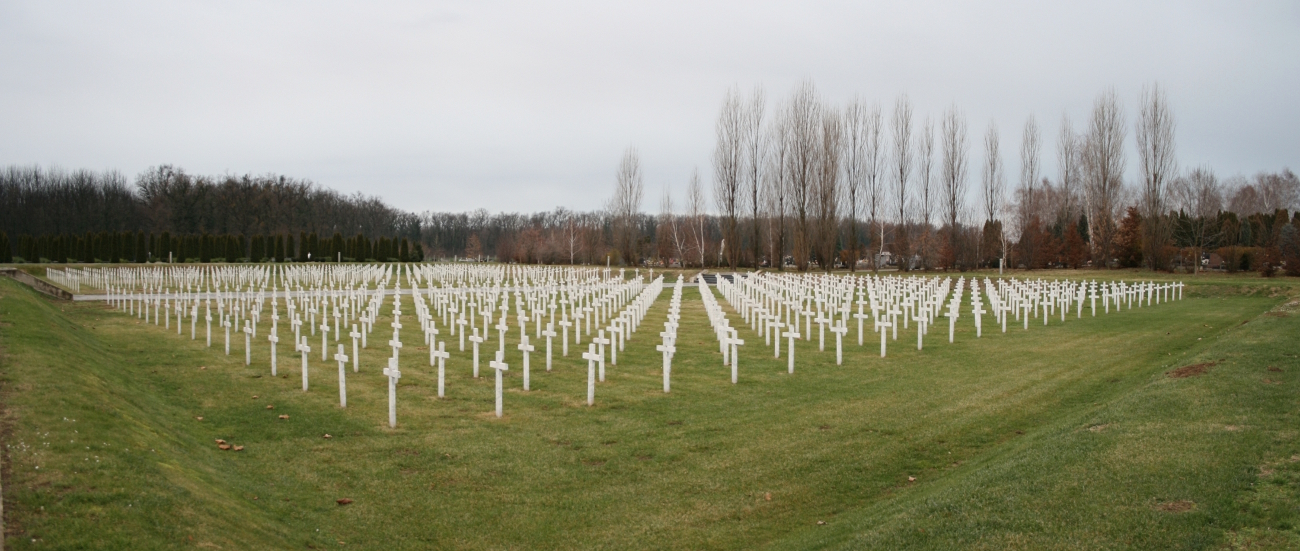
부코바르 포위전 당시 사망자 938명의 집단무덤과 전쟁추모비.

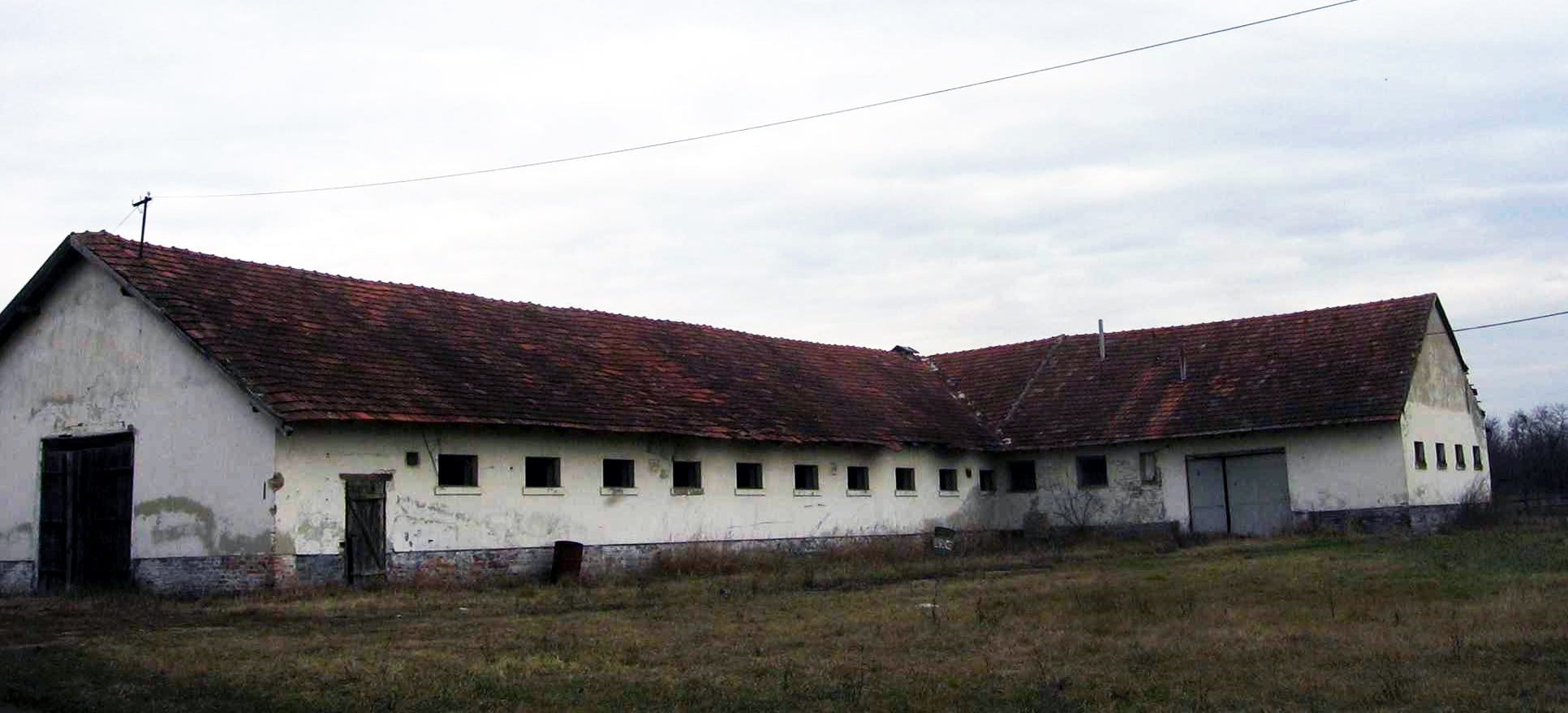
세르비아 정부가 크로아티아 군인과 민간인을 구금할 때 사용했던 세르비아의 스타이체보 수용소.

거의 대부분은 전쟁 기간 총 사망자수를 2만명이라고 추정한다. 크로아티아 실종자 위원회의 대표인 이반 그루이치 대령은 전쟁 기간 군인 6,788명, 민간인 4,508명 등 총 12,000명가량이 사망하거나 실종되었다고 주장했다. 크로아티아인 14,000명이 사망하였으며 이 중 43.4%라 민간인이라고 하는 기타 주장도 있다. 1996년 공식 수치에서는 부상자를 35,000명으로 집계하였다. 이보 골드스테인은 13,583명이 사망하거나 실종되었다고 주장하였으며, 영국의 크로아티아계 역사학자인 마르코 아틸라 호아레는 15,970명이 사망하거나 실종되었다고 주장하였다. 전쟁 기간 대략 2,400명이 실종 신고가 되었다.
2010년 현재 크로아티아 정부는 전쟁 이후 실종자 1,997명에 대한 행방을 찾고 있다. 2009년 기준 크로아티아 내에서 참전용사로 장애인으로 등록한 사람이 52,000명을 넘는다. 이 수치에는 전쟁으로 부상을 입거나 그에 준하는 신체적 장애를 입은 사람 뿐 아니라 참전으로 건강이 악화되어 심혈관계 질환 같은 만성 질환을 가지게 되었거나 외상 후 스트레스 장애(PTSD)를 가지게 된 사람을 포함한다. 2010년 기준 전쟁 관련 PTSD 질환을 가지게 된 사람은 32,000명에 달한다.
전쟁 기간 통틀어서 난민이나 실향민이 된 사람은 5만 명에 달한다. 어림잡아 세르비아 크라이나 공화국 영토 내 살고 있던 크로아티아인 및 기타 비세르비아계인 196,000명에서 247,000명가량(1993년 기준)이 집을 잃고 실향민이 되었다. 2006년 유럽 안보 협력 기구(OSCE)는 221,000명이 실향민이 되었으며 이 중 218,000명이 고향으로 돌아왔다고 추정하고 있다. 이 중 대다수는 1991년에서 1992년 사이 유고 인민군이 공세를 펼치고 첫 전투가 일어날 때 실향민이 된 사람이다. 스릅스카 공화국 및 세르비아 출신 크로아티아인 15만명가량이 1991년 이후 크로아티아 국적을 취득하였으며 이들 중 거의 대다수는 흐르트코브치 추방 사건과 같은 세르비아인의 크로아티아인 추방으로 들어온 사람들이다.
베오그라드에 본부가 있는 비정부 기구 '베리타스'에서는 전쟁 기간 세르비아 크라이나 공화국 내에서 군인 4,177명, 민간인 2,650명, 크로아티아인 유고 인민군 병사 307명 등 총 6,827명이 사망하거나 실종되었다고 추정하고 있다. 사망자 및 실종자 대부분은 1991년(2,729명) 및 1995년(2,348명)에 나왔다. 사망자 거의 대부분은 북달마티아(1,605명)에서 나왔다. 유고 인민군은 공식적으로 전사자가 1,279명이라고 발표했다. 사망자가 실제 수보다 계속 과소보고되었기 때문에 실제 사망자 숫자는 이보다는 훨씬 높을 것으로 추정하고 있다. 일례로 한 교전 후 공식 보고에서는 경상자가 군인 2명이라고  발표한 적이 있었으나 부대 내 정보장교는 실제 사망자 50명, 부상자 150명 등 매우 큰 수치인 것으로 나오기도 하였다.

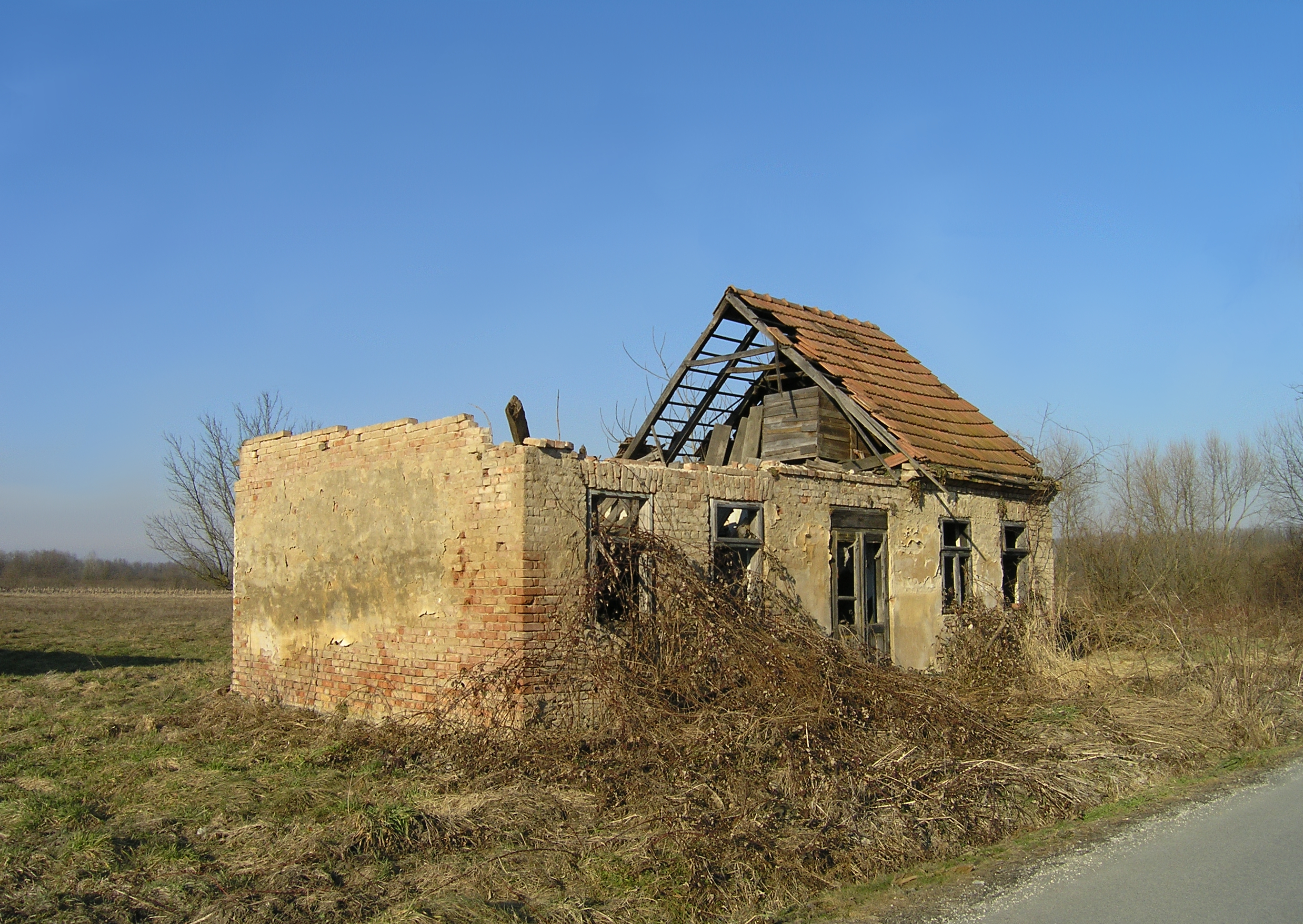
크로아티아 내 파괴된 세르비아인의 집. 세르비아인 대부분은 1995년 스톰 작전 당시 피난을 갔다.

세르비아 측에서는 1991년부터 1993년까지 세르비아인 12만명이 실향민이 되었으며 스톰 작전 이후 약 25만명의 세르비아인이 피난을 갔다고 추정한다. 실향민이 된 세르비아인 수는 1993년 254,000명이었다가 1995년 초 97,000명으로 떨어졌으며 종전 시에는 20만명으로 다시 늘어났다. 대부분의 국제 기관에서는 세르비아인 실향민을 30만명 정도로 추정하고 있다. 국제엠네스티에서는 1991년부터 1995년까지 실향민 30만명이 나왔으며 2005년 기준 공식적으로 117,000명이 고향으로 돌아갔다고 추정하고 있다. OSCE에서는 전쟁 중 이재민 30만명이 발생했으며 이 중 2006년까지 총 12만명이 공식적으로 고향으로 되돌아갔다고 신고하였다. 하지만 이들 중 몇몇은 크로아티아로 정식 등록한 뒤 세르비아, 몬테네그로, 보스니아 헤르체고비나 등지로 옮겨갔기 때문에 정확히 크로아티아로 정착한 사람들의 수와는 다르다. 2008년 유엔 난민 기구(UNHCR)에서는 125,000명이 크로아티아로 돌아갔으며 이 중 55,000명이 크로아티아 내로 정착하였다고 보고했다.
세르비아 강제수용소 크로아티아인 포로 협회 및 크로아티아인 조국전쟁 참전용사 장애 협회가 강제수용소 학대 피해자를 돕고 있다.

### 전시 피해와 지뢰

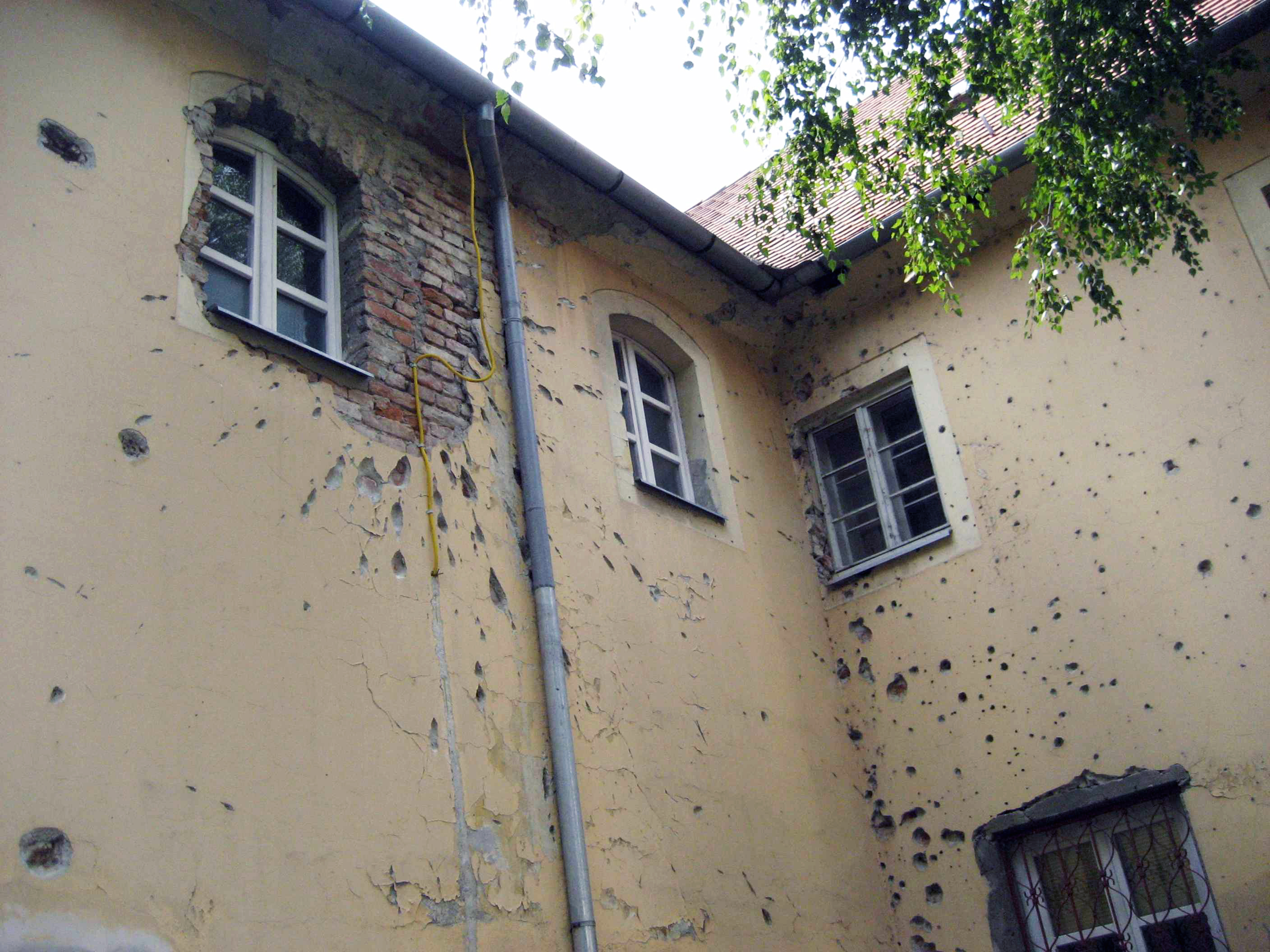
오시예크에서의 포격 피해

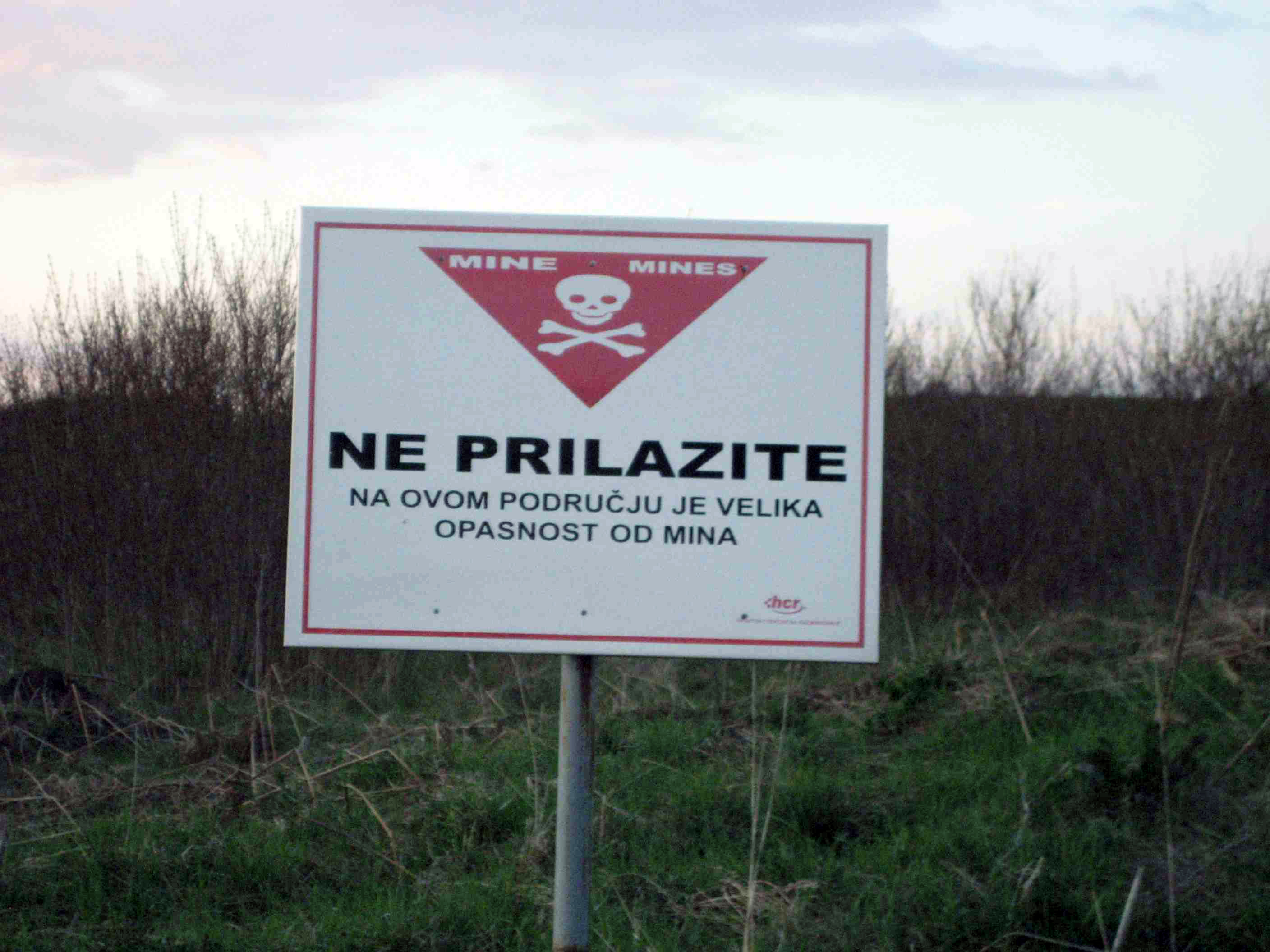
표준 지뢰 표시 안내문.

1996년 크로아티아가 발표한 전시피해 공식 수치에서는 주택 18만 채가 파괴되었으며 크로아티아 경제 25% 가까이가 폭락했으며, 물질적 피해 규모는 미화 270억 달러에 달한다고 집계하였다. 유럽 리뷰 2003/04에서는 전쟁으로 파괴된 인프라, 감소한 경제 생산, 난민 관련 비용으로 묶은 전시 경제피해가 미화 370억 달러에 달하며 이 시기 크로아티아의 GDP 21% 가까이가 감소했다고 집계하였다. 크로아티아 주택 15%가 파괴되었고 주요 건축물 495채를 포함한 문화유산 2,423개가 파괴되거나 손상을 입었다. 전쟁으로 인한 매우 높은 비율의 추가 군사비 지출도 경제에 큰 부담이 되었다. 1994년 경 크로아티아가 급속하게 사실상의 전시 경제 체제로 편입함에 따라 전체 정부 총예산에서 60%가 군비 지출로 차지하고 있었다.
전쟁 기간 유고슬라비아 및 세르비아의 전시 지출은 더 불안정했다. 1992년 연방 예산안에서는 예산안의 81%가 세르비아의 전쟁 지원 등 군비 지출로 잡혀 있었다. 1992년 이전 연방 예산의 상당 부분이 유고슬라비아 내에서 경제가 가장 발달했던 공화국인 슬로베니아와 크로아티아의 세출로 버티고 있었기 때문에 두 공화국의 이탈로 나온 연방 예산 부족은 정부 운영 자금 부족으로 나타나 지폐를 마구 인쇄하기 시작했다. 이 결과 유고슬라비아 지역에서는 최악의 초인플레이션 현상이 일어나 1993년 10월에서 1995년 1월 사이 유고슬라비아, 즉 세르비아 몬테네그로에서는 5천조 %에 달하는 초인플레이션을 겪었다.
수많은 크로아티아의 도시들에 보스니아 헤르체고비나 내의 세르비아 점령 지역이나 세르비아 본토, 세르비아 크라이나 공화국 영토 내에서 온 세르비아 크라이나군이나 유고 인민군의 포격, 미사일 공격, 항공기 폭격 등의 피해를 입었다. 포격 피해를 받은 도시에는 부코바르, 슬라본스키브로드(부치야크산에서의 포격), 주파냐 (1,000일 이상 연속으로 포격받음), 빈코브치, 오시예크, 노바그라디슈카, 노브스카, 다루바르, 파크라츠, 시베니크, 시사크, 두브로브니크, 자다르, 고스피치, 카를로바츠, 비오그라드나모루, 슬라본스키샤마츠, 오굴린, 두가레사, 오토차츠, 일로크, 벨리마나스티르, 루치코, 자그레브 등등이 있었다. 슬라본스키브로드에서는 전차나 보병의 직접적인 공격을 받은 적은 없었지만 1991년에서 1992년 사이 세르비아군이 도시와 주변 마을을 향해 포격 11,600회, 항공기 폭격 130회로 공격하였다.
전쟁 중 크로아티아 내에 약 2백만 개의 지뢰가 설치되었다. 크로아티아의 지뢰 중 대부분은 지뢰가 배치된 지도나 어떠한 종류의 기록 없이 마구잡이로 설치되어 정확한 위치를 알 수 없다. 전쟁이 끝난 지 10년이 지난 2005년 여전히 구 전선 지역 및 타 국가와의 국경, 특히 비하치 지역 및 구 유고 인민군 시설이 있던 지역에 지뢰가 25만개 설치되어 있다. 2007년 현재 여전히 지뢰가 설치되어 있거나 설치된 것으로 추정되는 지역이 대략 1,000 km2 영역에 달한다. 전쟁 초기부터 크로아티아 내 설치된 지뢰가 터져 사망하거나 부상을 입은 사람이 1,900명 이상이며 이 중 전후에 터진 지뢰로 인한 사상자가 500명에 달한다. 1998년에서 2005년 사이 크로아티아가 지뢰 제거 프로그램에 든 비용은 214만 유로에 달한다. 2009년부터는 남아 있는 지뢰 위치가 밝혀지면서 전부 지뢰 위험 표식이 붙어 있다. 2015년 유럽 난민 위기 당시에는 세르비아에서 크로아티아로 올라 오는 난민들이 유실된 지뢰에 사상할 수 있는 위험성이 제기된 적도 있었다.

### 전쟁 범죄와 전범 재판
1993년 5월 25일 유엔 안전 보장 이사회 결의 제827호에 따라 구유고슬라비아 국제형사재판소(ICTY)가 세워졌다. 국제형사재판소에서는 1991년 1월 1일 이후 유고슬라비아 사회주의 연방 공화국의 구 영토 내에서 일어난 국제인도법 위반, 제네바 협약 내 조약 위반, 전시국제법 위반, 집단학살 수행, 인도에 반한 죄 등을 일으킨 피의자를 기소할 수 있는 권한을 가졌다.
ICTY 기소자는 일반 사병부터 대통령, 총리 등 최고위층까지 다양했다. 고위급 기소자로는 세르비아의 대통령인 슬로보단 밀로셰비치, 세르비아 크라이나 공화국의 대통령인 밀란 바비치, 크로아티아 육군 장군인 안테 고토비나 등이 있었다. 당시에는 크로아티아의 대통령인 프라뇨 투지만도 기소했었으나 ICTY의 혐의 조사 도중 1999년 암으로 사망하였다. ICTY의 전 조사관으로 근무했었던 마르코 아틸라 호아레는 수사팀이 밀로셰비치 뿐 아니라 "공동범죄집단"(joint criminal enterprise) 고위층 전부, 즉 벨코 카디예비치, 블라고예 아지치, 보리사브 요비치, 브란코 코스티치, 모미르 불라토비치 등등을 전부 기소하기 위한 작업을 했었다고 증언했다. 하지만 이런 작업은 카를라 델 폰테의 개입으로 거부되었으며 밀로셰비치로 기소를 한정짓게만 되었다.
1991년에서 1995년 사이 마르티치는 자칭 "크라이나 지역 세르비아인 자치구"(SAO 크라이나), 후일의 "세르비아 크라이나 공화국"(RSK)의 자칭 대통령, 내무장관, 국방장관을 겸임하였다. 그는 이 시기 슬로보단 밀로셰비치를 포함한 공동범죄집단(JCE)에 가담한 것으로 확인되었는데, 크로아티아와 보스니아 헤르체고비나에 거주하고 있는 비세르비아계에 대한 광범위하고 체계적인 범죄 행위를 통해 순수 세르비아인 통일국가를 만들고자 하였다.
 — 구유고슬라비아 국제형사법원의 밀란 마르티치 재판 판결문에서.

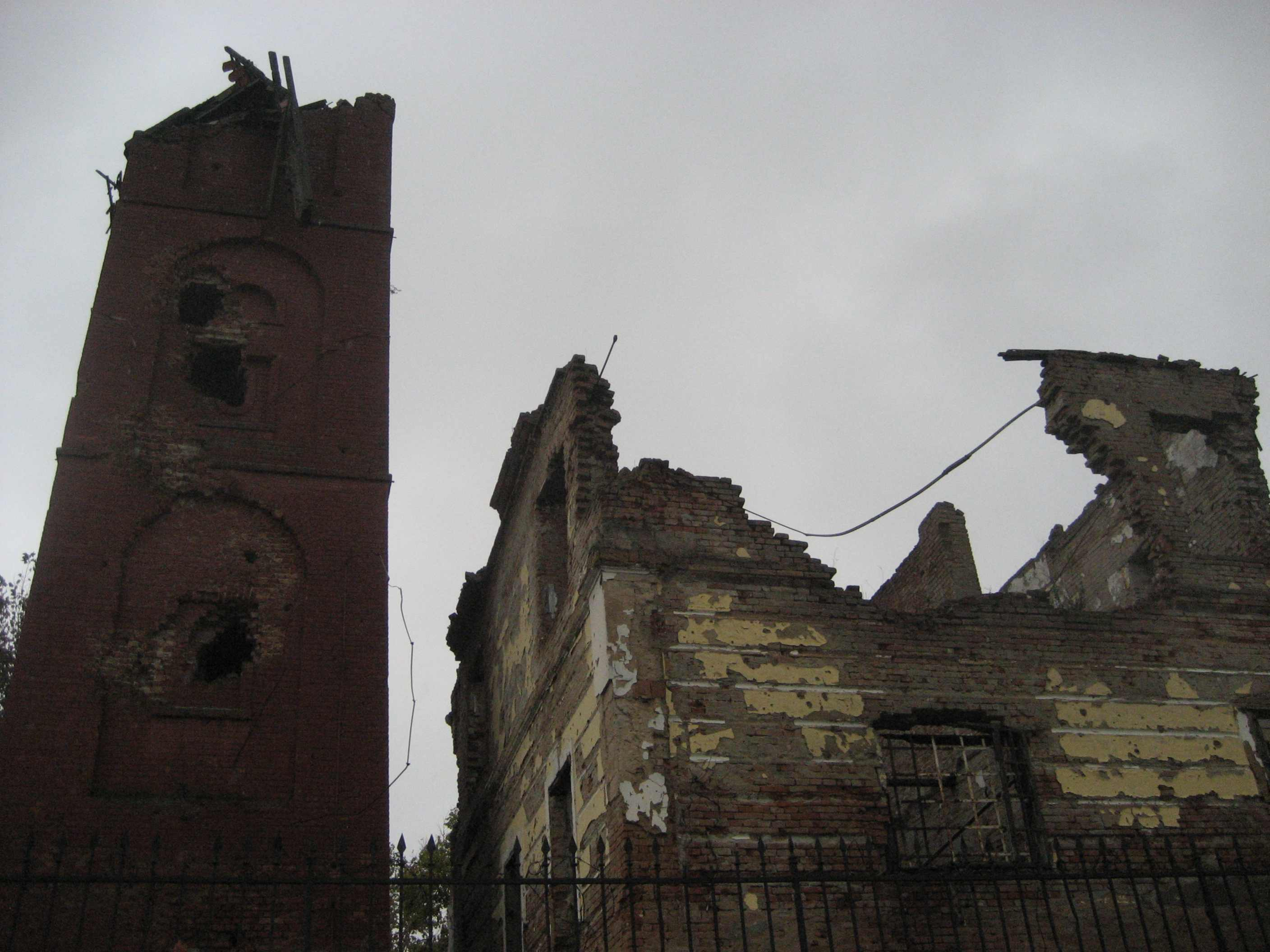
부코바르 전투 이후의 엘츠성.

2010년 기준 ICTY는 세르비아인, 몬테네그로인 7명에 대해 유죄를 선고하였으며, 크로아티아인에 대해서는 아직 선고가 나지 않았다. 유죄 선고를 받은 피고인 중 밀란 마르티치가 35년형으로 제일 길었으며, 바비치는 13년형을 받았다. 바비치는 선고를 받으면서 자신이 전쟁에서 해온 일에 대해 "크로아티아인 형제들이 자신을 용서해 달라"라고 말을 남기기도 하였다. 2007년에는 헤이그에서 열린 ICTY 재판에서 부코바르 학살에 가담한 전 유고 인민군 장교 2명이 유죄 판결을 받았다. 이 재판에서 베셀린 슐리반차닌은 10년형을, 밀레 므르크시치는 20년형을 선고받았다. 기소한 검찰 측은 부코바르 점령 이후 두 유고 인민군이 크로아티아인 수백 명을 세르비아군에게 그냥 넘겼다고 주장하였다. 이후 최소 264명(대부분 군인이나 여성 2명과 16세 아동 1명도 있었음)이 끌려가 학살당해 사망했으며, 부코바르 외곽 시골의 오브차라 인근 집단무덤에 묻혔다고 밝혔다. 당시 부코바르 시장이었던 슬라브코 도크마노비치도 ICTY에 기소되었으나 1998년 구속된 후 자살하였다.
파블레 스트루가르 장군과 미오드라그 요키치는 두브로브니크 시내에 포격을 지속적으로 가한 죄로 기소되어 각각 8년형과 7년형을 선고받았다. 같이 기소되었던 세 번째 피고인인 블라디미르 코바체비치는 재판을 받기에는 정신적으로 문제가 있다고 파악되어 기소 대상에서 제외되었다. 유고슬라비아 육군 참모총장였던 몸칠로 페리시치는 전쟁 범죄를 방조하고 부추긴 죄로 기소되었으나 결국 모든 항목에서 무죄 판결을 받고 풀러났다. 세르비아 크라이나 공화국의 전 대통령이었던 고란 하지치는 재판 도중 사망하였다. 2018년에는 보이슬라브 셰셸이 1992년 보이도디나의 크로아티아인을 박해하고 강제퇴거시킨 반인륜적 범죄 혐의로 10년형을 선고받았으며 또한 법정 모독죄가 추가되어 4년 9개월 형이 추가되었다. 요비차 스타니시치 및 프란코 시마토비치에 대한 재판은 2018년 이후에도 계속되고 있으며 유엔국제형사재판소에서 이어받아 재판을 하고 있다.
전쟁 당시 세르비아군은 수많은 병원과 적십자 표장이 그려진 방공호를 표적으로 삼아 포격하였다. 또한 세르비아군 및 유고 인민군이 포로 및 민간인을 향해 수 차례 전쟁 범죄를 저지른 것이 기록되어 있는데, 대표적 예에는 달 학살, 로바스 학살, 시로카쿨라 학살, 바친 학살, 사보르스코 학살, 슈카브르냐 학살, 보친 학살, 자그레브 로켓 공격 등이 있었다.
전쟁 기간 크로아티아 민간인과 포로가 세르비아의 스렘스카미트로비차 감옥, 스타이체보 수용소, 베게이치 수용소, 몬테네그로의 모린 수용소 등 수많은 수용소에 분산되어 구금되었다. 이후 세르비아 강제수용소 크로아티아인 포로 협회가 창설되어 당시 수용소에서 학대받은 피해자들에게 도움을 주고 있다. 크로아티아 육군도 스플리트의 로라 수용소 등 여러 구금수용소를 세웠다.
크로아티아의 경우에도 고스피치 학살, 1991년에서 1992년 사이 시사크 지역 학살 등 기타 여러 학살을 저질렀으며 마찬가지로 크로아티아 내 법원이나 ICTY가 혐의자를 기소하였다. 토미슬라브 메르체프가 지휘하는 예비경찰부대가 저지른 파크라치카폴랴나 사건의 경우에는 1991년 말에서 1992년 초 사이 파크라츠 인근 지역에서 절대다수의 세르비아계 포로를 학살한 사건도 있었다. 이 학살 사건들은 원래 ICTY에서 조사하였으나 나중에 크로아티아 사법부로 이관되어 재판을 맡게 되었다. 10여년이 지난 후 당시 학살에 가담했던 병사 5명이 관련 범죄 혐의로 유죄 판결을 받았다. 메르체프는 2010년 12월 여러 학살 사건에 가담한 혐의로 체포되었다. 2009년에는 당시 현직 국회의원이었던 브라니미르 글라바시가 1991년 오시예크에서 저지른 전쟁 범죄 혐의로 크로아티아 법원에서 징역형을 선고받았다.
ICTY는 1993년 메다크 포위 작전 기간 저지른 전쟁 범죄 혐의로 얀코 보베트코, 라힘 아데미, 미르코 노라츠 등 여러 크로아티아 장교를 기소하였으나 이 사건들도 전부 크로아티아 법정으로 이관되었다. 노라츠는 유죄 판결을 받고 7년형에 처해졌으며, 아데미는 무죄 선고를 받았다. 보베트코는 건강 문제로 재판을 받기 부적합하다는 결론을 내렸다. 또한 ICTY는 스톰 작전 이후 최소 150명의 세르비아 민간인이 사망하게 한 혐의로 크로아티아의 안테 고토비나 장군을 기소하였다. 크로아티아 헬싱키 협회는 스톰 작전 이후 세르비아 민간인이 최소 677명 사망하였다고 주장하였다. ICTY의 검사인 루이 아부아르는 스톰 작전 자체의 정당성 및 적법성의 문제가 아닌 전역 기간 중 범죄가 일어났는지 조사하는 것이 ICTY의 역할이라고 말했다. 재판소에서는 ICTY가 어디까지나 전쟁범죄를 기소하는 것이 소관이므로 스톰 작전의 정당성은 이번 기소와 아무런 관련성이 없다고 말했다. 2011년 고토비나의 재판에서 24년형을 선고받았고 마르카치는 18년형을 선고받았다. 2012년 항소심에서 두 사람의 유죄 판결이 뒤집히고 전부 무죄로 풀려났다. 체르마크 또한 모든 혐의에 대해 무죄를 선고받았다.
고토비나 1심 재판에서는 재판소가 "크로아티아의 정치, 군사 지도부의 구성원들이 세르비아 민간인들을 강제로, 혹은 무력적인 위협을 통해 크라이나에서 영구적으로 추방시키겠다는 공통의 목적을 공유했다"라고 밝히며 대통령 프라뇨 투지만, 국방장관이자 투지만의 최측근인 고이코 슈샤크, 크로아티아 육군 총사령관 즈보니미르 체르벤코 등이 전쟁범죄와 연루되어 있다고 밝혔다. 그럼에도 불구하고 2심 재판에서는 항소심에서 공동범죄집단 개념을 적용할 수 없다고 무효로 하였다. 이 판결로 ICTY에서 크로아티아 독립 전쟁 기간 크로아티아가 일으킨 여러 학살에 대해서 기소한 것을 적용할 수 없다고 내린 판결이 되었다.

## 세르비아의 역할

### 전쟁 기간
국경은 항상 강한 자들에게 지시받지, 약한 자들에게는 결코 권한이 없다 ... 우리는 모든 세르비아 민족을 한 국가에 살게 하는 것이 옳은 일이자 권리라고 믿는다.

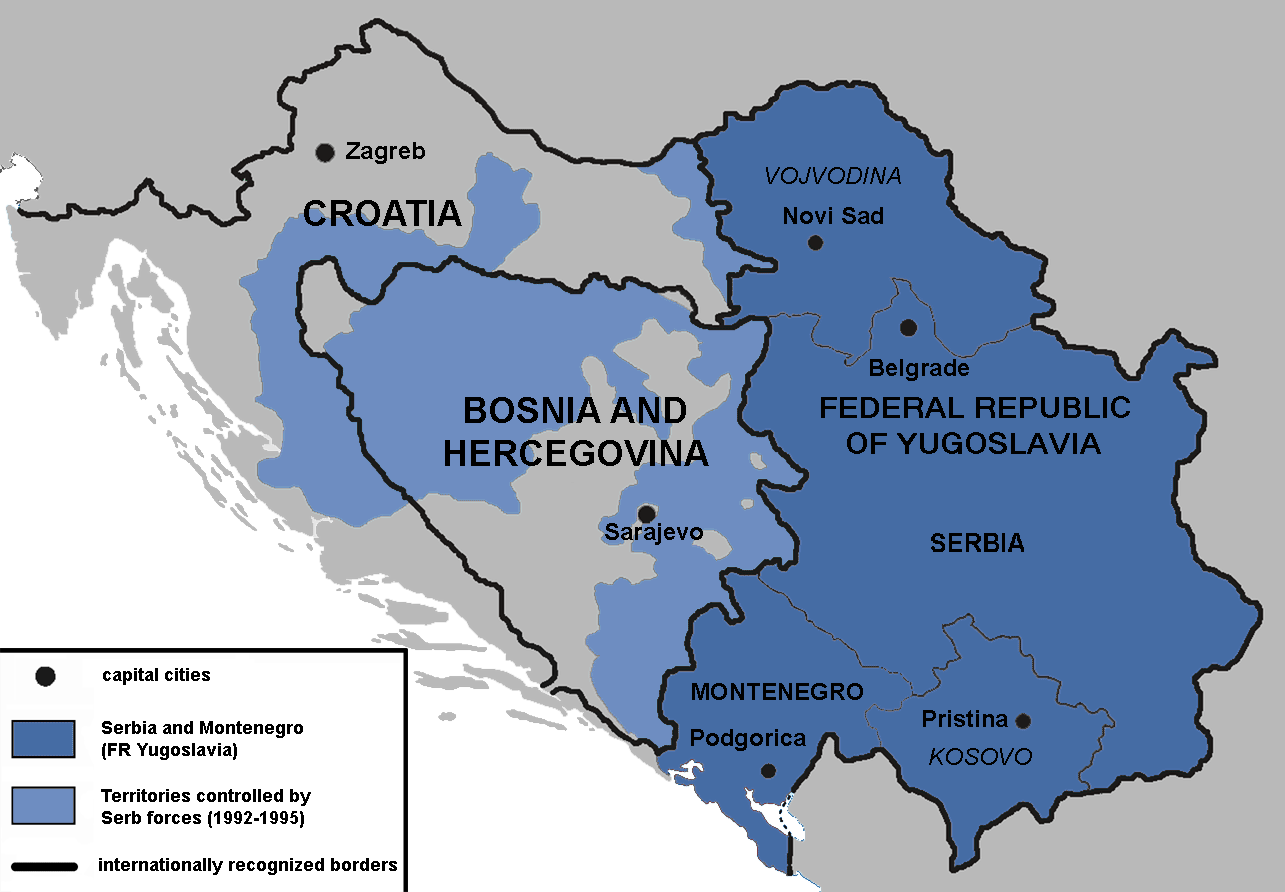
유고슬라비아 전쟁 기간 세르비아군이 장악한 영토를 그린 지도. 밀로셰비치가 붕괴되는 유고슬라비아 내에서 모든 세르비아인들을 하나로 통일하는 대세르비아를 만드러 했다는 설이 지배적이다.

세르비아와 크로아티아가 서로 직접적인 전쟁을 선포한 적은 없었지만, 세르비아는 여러 활동으로 직간접적으로 크로아티아 전쟁에 개입했다. 거의 대부분은 유고 인민군에 관한 물질적 지원이었다. 유고슬라비아 사회주의 연방에서 대부분의 소속 공화국들이 독립을 선포하자 세르비아는 유고슬라비아 대통령직 및 연방 국방부 조직을 장악하고 나서 전쟁에 필요한 수많은 인력과 자금을 투입하였다. 세르비아는 크로아티아 내에서 활동하고 있던 다양한 세르비아계 준군사조직 및 민병대를 적극적으로 지원하였다. 세르비아나 몬테네그로 영토 내에서는 한번도 실제 전투가 일어난 적은 없었지만 세르비아와 몬테네그로 내에 세워진 수용소를 유지하면서 그 안에서 여러 차례 전쟁범죄도 일어났으며 전쟁에도 적극 가담하였다.
ICTY의 밀로셰비치 재판에서도 베오그라드의 세르비아 중앙 정부가 크로아티아 및 보스니아 헤르체고비나의 전쟁에 개입했다는 여러 기밀 문서가 공개되었다. 재판에서 세르비아 및 유고슬라비아 연방 공화국이 전쟁자금을 어떻게 조달했는지, 보스니아와 크로아티아에 살고 있던 세르비아인들에게 무기 및 물질적 지원을 어떻게 하였는지 등에 관한 자료와 세르비아계 보스니아인과 세르비아계 크로아티아인 군대를 지원하기 위한 행정 및 인사 조직들에 관한 구체적 증거가 나왔다. 당시 1993년 연방 정부를 통해 베오그라드가 크라이나 공화국의 정부 예산 90% 이상을 지원하였으며, 세르비아의 최고국방위원회가 크라이나 및 스릅스카 공화국에 대해 지원하기로 결정한 것을 대중에게 숨겼으며 크라이나 중앙은행은 유고슬라비아 연방 중앙은행의 지점 형식으로 운영되었으며 1994년 3월까지 유고슬라비아 연방, 스릅스카 공화국, 크라이나 공화국이 서로 같은 통화를 사용하였다. 또한 크라이나 공화국의 재정 부분 및 여러 회계부에 남은 문서에서 1991년 5월 세르비아 재정부에 크라이나 재정부가 흡수 통합되었으며, 크라이나와 스릅스카 공화국의 재정운용으로 유고슬라비아 연방에 초인플레이션을 일으켰다는 것이 드러났다. 재판에서 유고 인민군 및 세르비아 내무부 및 세르비아의 여러 시민단체와 경찰 등등이 분쟁이 확대되기 이전 세르비아계 주민들과 크라이나 공화국 내 지역 영토방위군을 무장시켰다고 결론지었다.
1993년, 미국 국무부는 마슬레니차 및 메다크 포위 작전 직후 세르비아 정부가 크로아티아 내 세르비아계 점령 지역에 다수의 "자원군"을 보내 파견시켜 전투를 벌였다고 발표했다. 헤이그의 아르칸(본명 젤코 라주나토비치) 재판에서 그의 전 비서가 민병대들이 밀로셰비치가 운영하는 비밀경찰로부터 직접적으로 지시를 받고 돈을 받았다고 증언하였다.
이 정도의 통제로 크로아티아와 크라이나 공화국 사이 열린 수 차례의 협상 및 정전 협상에서도 밀로셰비치의 지시를 받는 세르비아 정부가 크라이나 공화국에게 정기적으로 자문을 해주고 때로는 대신 결정하고 지시를 내리는 등 협상에 큰 영향을 주었다. 전쟁을 끝낸 에르두트 협정에서도 밀로셰비치의 지시로 크라이나 공화국이 서명하였다. 세르비아는 유고슬라비아 연방을 통제하에 두었고 이후 ICTY의 밀로셰비치 재판에서 크라이나 공화국은 세르비아 지시 하에 움직였다는 것이 드러났다.
세르비아 국영 언론은 보도애 분쟁을 선동하고 상황을 격화시키도록 부추겼으며, 전쟁 상황과 세르비아의 경제 상황에 대한 허위 정보들을 방송하였다.

### 전후 상황

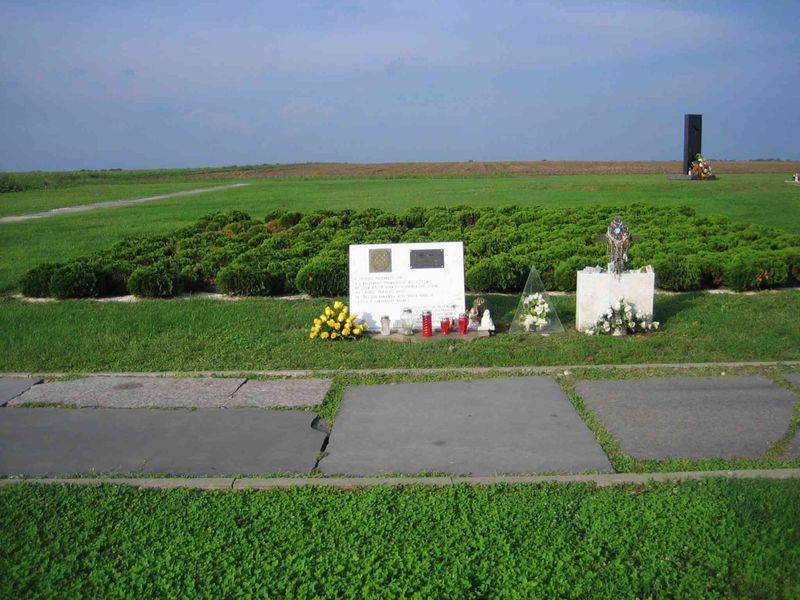
부코바르에 있는 오브차라 학살 추모비. 이곳에서 세르비아의 전 대통령 보리스 타디치가 1991년 크로아티아인 260명이 학살된 부코바르 학살에 대해 "사죄와 유감" 표명을 하였다.

1995년 에르두트 협정으로 무장 분쟁이 끝난 이후, 크로아티아와 세르비아 사이 관계는 점차 개선되어 1996년 양국이 수교를 맺었다.
크로아티아는 국제사법재판소에 1999년 7월 2일 집단살해죄의 방지와 처벌에 관한 협약 제 9조를 인용하여 유고슬라비아 연방 공화국을 상대로 소송을 제기하였다. 유고슬라비아 연방 공화국이 2006년 세르비아 몬테네그로로 국명을 바꾸고 이 연방도 해체되면서 재판 피기소국은 세르비아로 승계되었다. 크로아티아가 낸 기소장은 미국의 변호사 대이비드 B. 리브킨이 작성하였다. 이에 2010년 1월 4일 세르비아는 크로아티아를 상대로 역으로 제노사이드 소송을 제기하였다. 세르비아의 기소장에서는 제2차 세계 대전 기간 크로아티아 독립국 영토 안에서 일어난 세르브인에 대한 박해로 나온 사망자, 실종자, 학살, 난민 및 추방자, 모든 군사적 행동 및 강제수용소를 대상으로 기소하였다.
2010년부터 크로아티아와 세르비아는 남아있는 난민 문제를 해결하는 협정들을 체결하며 관개가 더욱 개선되었으며 크로아티아의 대통령 이보 요시포비치가 베오그라드에 방문하고 세르비아의 대통령 보리스 타디치가 부코바르와 자그레브에 방문하기도 하였다. 부코바르에 있었던 정상회담에서 타디치 세르비아 대통령은 부코바르 학살에 대한 "사죄와 유감" 성명을 발표했으며, 요시포비치 크로아티아 대통령은 "당시 저지른 전쟁 범죄들에 대해 처벌받지는 않을 것"이라고 말했다. 이 성명은 부코바르 학살 현장에 지어진 오브차라 기념관을 공동으로 방문한 자리에서 발표되었다.

## 국제 사회의 역할
크로아티아 독립 전쟁은 1991년 걸프 전쟁으로 미국과 전 세계가 이라크에 향방이 쏠리고 유가 상승과 함께 세계 경제 성장이 둔화되던 시기 일어났다.
1991년 12월 19일에서 23일 사이 독일과 바티칸 시국을 시작으로 스웨덴과 이탈리아 등 유럽 수 개 국이 크로아티아 및 슬로베니아의 독립을 인정하였다. 1992년 1월 15일에는 유럽연합이 슬로베니아 및 크로아티아의 독립을 승인하였다.
주요 외국 정부의 행동은 다음과 같다.
- 독일 – 1991년까지 독일은 현상유지 상태를 지지했다.[372] 외교관 게르하르트 알머는 유고슬라비아의 해체가 "소련 해체의 나쁜 예"가 될까 우려하여 해체에 반대하였고 소련 또한 독립을 선언하는 국가들을 향해 폭력을 사용할 수도 있을 것이라고 경고하였다.[373] 전쟁 중 헬무트 콜 총리가 독일이 슬로베니아와 크로아티아를 독립국으로 인정한다고 발표하면서 정책을 뒤바꿨다.
- 영국 – 존 메이저 내각은 중립 기조를 유지했다.[374]
- 미국 – 조지 H. W. 부시 정부는 처음에는 영국처럼 불간섭 정책을 유지하였다.[375] 하지만 1993년부터 당선되어 임기를 시작한 빌 클린턴 대통령은 구 유고슬라비아에 대해서 적극적으로 간섭하였다. 사이러스 밴스는 '유고슬라비아 통합'을 지지하였다.[376]
- 러시아 – 러시아의 보리스 옐친 대통령은 유고슬라비아 해체에 반대하고 크로아티아 독립을 인정하지 않으러고 했으나, 러시아 정부는 1992년 2월 17일 크로아티아를 독립국으로 승인하면서 같은 해 4월 7일 승인한 미국보다 더 빨리 독립국으로 인정하였다.[377]

## 같이 보기
- 크로아티아 독립 전쟁의 연표
- 비로비티차–카를로바츠–카를로바그 선
- 영화에서의 크로아티아 독립 전쟁

### 내용주
1. ↑  이 전쟁은 공식적인 전쟁선언이 없었고 전쟁 시작 시각과 종료 시각이 모호하다. 전쟁으로 칠 수 있는 첫 무장충돌인 파크라츠 충돌은 1991년 3월 1일 일어났으며,[1] 첫 사상자가 일어난 충돌인 플리트비체 호수 사건은 1991년 3월 31일 일어났다.[2] 마지막 주요 교전작전인 폭풍 작전은 1995년 8월 5-8일에 일어났다.[3] 공식적으론 1995년 11월 12일 맺어진 에르두트 협정으로 적대행위가 끝난 것으로 본다.[4]
2. ↑  1994년 말에서 1995년 초까진 보스니아 헤르체고비나 지역에서도 충돌이 있었다. 이 지역에 일어난 전투 중 가장 큰 주요 작전은 신사르 작전과[5] 겨울 '94 작전이다.[6][7]
3. ↑  세르비아 크라이나 공화국이 폭풍 작전에서 패퇴한지 3개월 후,[3] 유엔 중재하에 맺어진 크로아티아-세르비아 크라이나 공화국(RSK) 사이 에르두트 협정은 1995년 11월 12일 맺어졌다.[4] 이 조약에선 2년간의 전환기(이후 3년으로 늘어남) 후 크로아티아 내 남아있던 점령지를 모두 크로아티아 정부로 반환한다는 내용이었다. 이 협정으로 UNTAES가 수립되었으며 1998년 이 영토는 크로아티아로 넘어갔다.[8]
4. ↑  유고슬라비아 평화 회담 중재위원회의 결정에 따라, 유고슬라비아 사회주의 연방 공화국은 전쟁 도중 해체되었다.[9] 1991년 6월 25일, 크로아티아 의회는 5월에 열린 국민투표 결과에 따라 크로아티아의 독립을 선포했다.[10] 다만 이 결정은 3개월간 일시 보류하기로 하였다.[11] 독립 선언은 1991년 10월 8일 발효되었으며, 이때부터 유고슬라비아로부터 크로아티아가 독립하였다.[12]
5. ↑  1994년 말부터 1995년까지 보스니아 헤르체고비나가 전쟁에 부분적으로 참여했다. 워싱턴 협정에 따라 크로아티아계 보스니아인과 보스니아인(보스니아 무슬림)이 한데 합쳐 보스니아 헤르체고비나 공화국에서 보스니아 헤르체고비나 연방을 수립하였다. 가장 중요한 의미로, 워싱턴 협정으로 크로아티아군이 보스니아 헤르체고비나 내로 진입할 수 있게 되면서 신사르 작전과 겨울 '94 작전으로 스릅스카 공화국을 향해 공세를 펼쳐 수도인 크닌을 점령해 전쟁의 향방에 결정적인 전략적 상황을 만들어냈다.[13]
6. ↑  처음에는 SAO 크라이나, SAO 서슬라보니아, SAO 동슬라보니아, 바라냐 및 서시르미아는 개별적으로 독립하였으며 크로아티아와도 개별적으로 전쟁을 수행했다. 1991년 12월 19일 이 SAO들은 세르비아 크라이나 공화국으로 흡수된다.
7. ↑  세르비아와 몬테네그로를 제외한 모든 구 유고슬라비아 소속 공화국이 독립하면서 두 공화국은 1992년 4월 27일 '유고슬라비아 연방 공화국'을 수립하고 유고 인민군을 해체했다.[14] 세르비아 통제 하의 유고 인민군은 1991년 내내 전투 작전에 참여했으며 1992년 5월까지 세르비아 크라이나 공화국을 지원했다.[15]
8. ↑  1992년부터 94년까지 스릅스카 공화국은 크로아티아의 군사 작전에 여러 번 개입했다. 대부분은 세르비아 크라이나 공화국에게 병력을 지원하는 방식이었으며 바냐루카 인근의 마호빌랴니 공군기지에서 가끔 공습 작전을 열었으며 슬라본스키 브로드, 주파냐, 두브로브니크 등 크로아티아 여러 도시에 대해서 포격 공격을 하는 등으로 개입했다.[16][17]